# Église Saint-Pierre de Puiseux-Pontoise
Pour les articles homonymes, voir Église Saint-Pierre.
L'église Saint-Pierre est une église catholique paroissiale située à Puiseux-Pontoise, en France. Sa fondation est antérieure au XIIe siècle, et sa nef d'origine, très simple est basse, a subsisté jusqu'en 1895. Grâce à la générosité de la famille Thomassin, elle a été substituée à une nef néo-gothique avec bas-côtés et chapelles, qui a été bénite en 1898. Au moins son vaisseau central imite bien le style gothique en vigueur pendant la première moitié du règne de saint Louis, qui est celui du transept des années 1230. Ses croisillons étaient d'emblée conçus pour se raccorder à des bas-côtés, mais ne communiquaient avec la nef que par des passages provisoires. En s'ouvrant largement sur le transept, la construction néo-gothique met enfin en valeur les parties anciennes de l'église, et forme avec eux un espace presque homogène. Sans toucher aux colonnettes à chapiteaux anciennes, la croisée du transept et le croisillon nord ont été revoûtés à la période flamboyante, au début du XVIe siècle, et les délicats réseaux des fenêtres des croisillons datent de cette époque, ainsi que le clocher en bâtière qui s'élève au-dessus de la croisée du transept. Son style est assez insipide comparé à la plupart des autres clochers du Vexin français. La partie la plus ancienne de l'église est le petit chœur rectangulaire au chevet plat. Extrêmement austère à l'extérieur, il se distingue néanmoins par une belle petite voûte à six branches d'ogives des années 1190 / 1210, qui constitue une curiosité archéologique : ce type de voûte est habituellement réservé aux grandes églises. Le chœur, le transept et le clocher sont inscrits monument historique depuis 1966. Puiseux-en-France est aujourd'hui affilié à la paroisse de Cergy, et les messes sont célébrées en l'église Saint-Pierre uniquement lors des grandes fêtes religieuses, à 9 h 30.

## Localisation

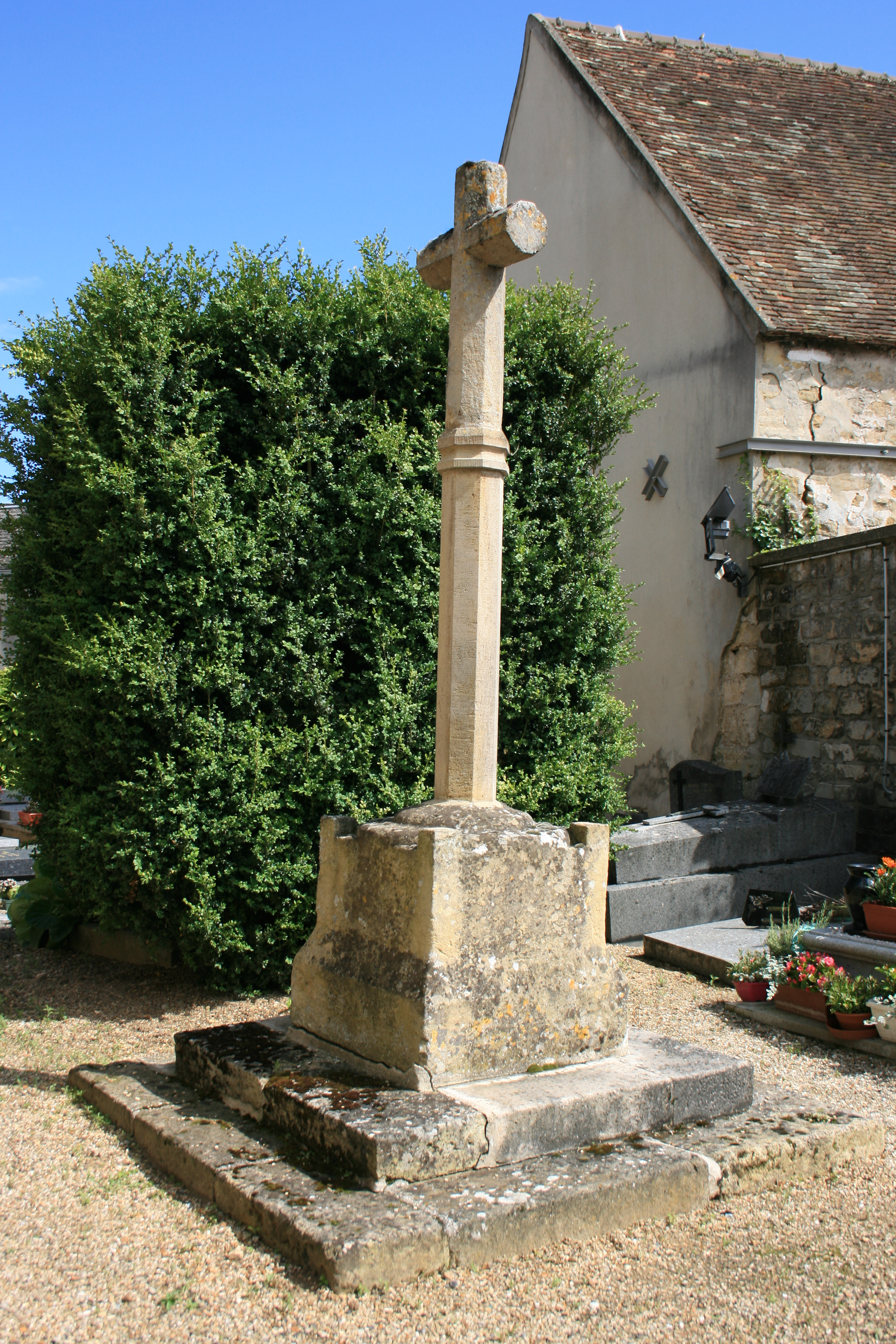
Croix de cimetière.

L'église Saint-Pierre est située en France, en région Île-de-France et dans le département du Val-d'Oise, dans l'agglomération de Cergy-Pontoise, sur la commune de Puiseux-Pontoise, à l'ouest du village, rue de l'Église. La façade occidentale donne sur la rue. Elle est précédée d'un étroit parvis. Le petit cimetière de la commune entoure l'église au sud, à l'est et au nord. Au sud et surtout à l'est, le cimetière est étroit, et délimité par un ancien corps de ferme, de sorte qu'il n'est pas possible d'apprécier l'élévation méridionale et le chevet en prenant du recul. Le presbytère se situe au nord de l'église, un peu en retrait par rapport à la rue. Il convient de mentionner la proximité immédiate d'un autre monument historique, à savoir la croix de cimetière, à droite en regardant la façade, qui a été classée par arrêté du 15 juin 1938. Louis Régnier précise que seuls le grand socle carré et la base du fût remontent au XIIIe siècle. À en juger d'après cette base, le fût actuel remplace certainement une colonnette à chapiteau assez mince. Il a été refait au XVIIe ou XVIIIe siècle, ainsi que la croix.

## Historique

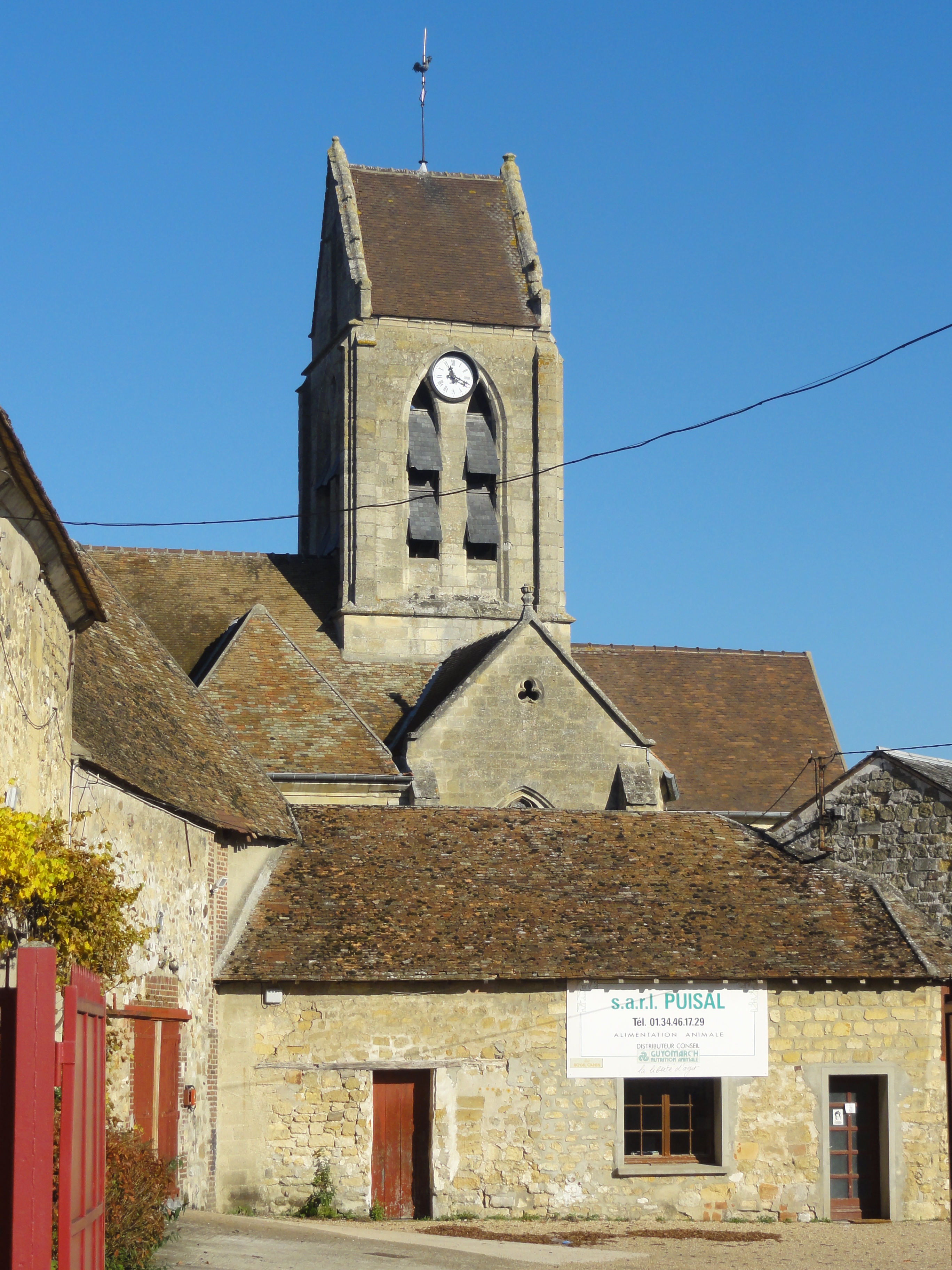
Vue depuis le sud par la cour de la ferme.

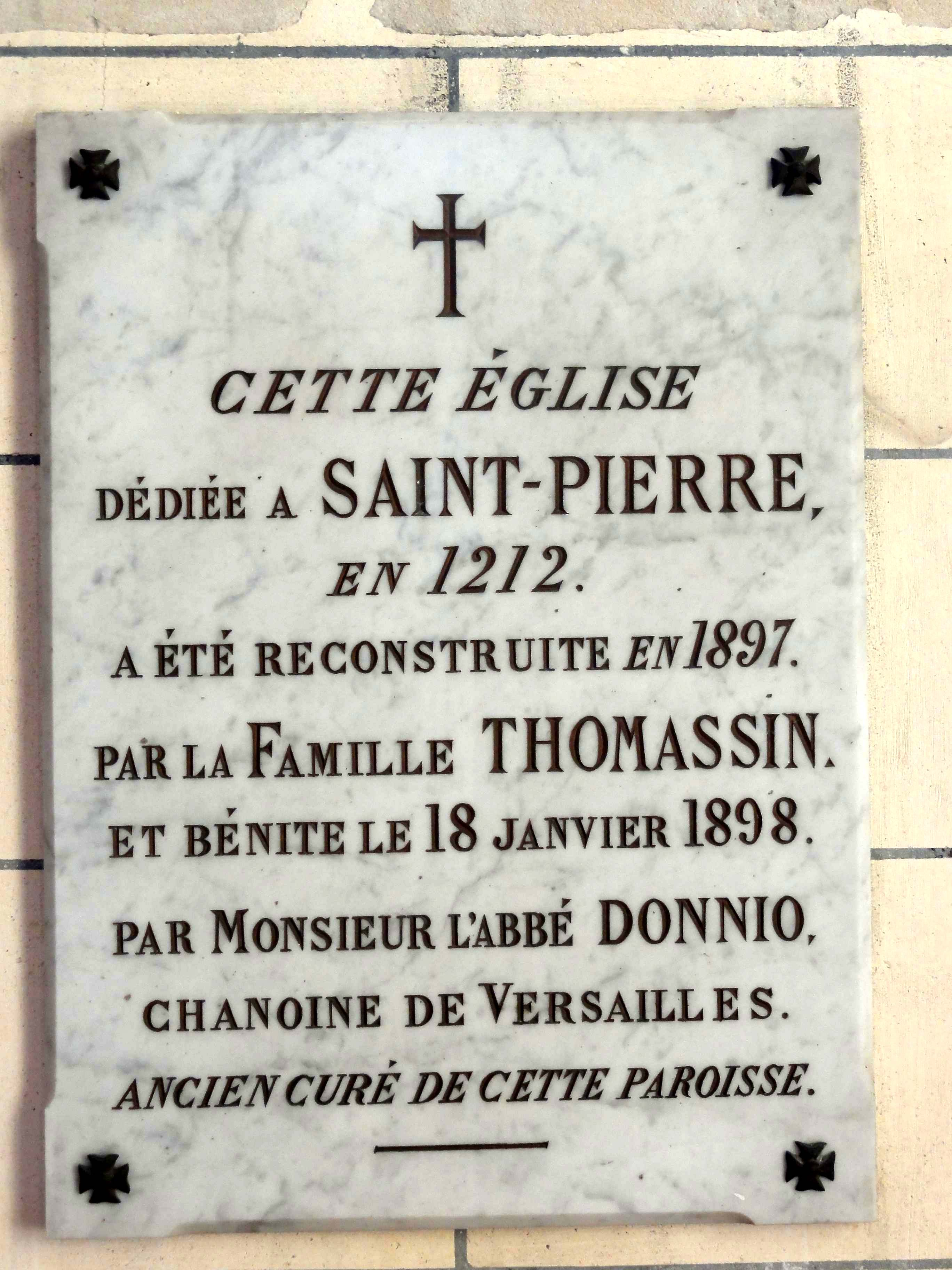
Plaque commémorative de la bénédiction en 1898.

La fondation de l'église Saint-Pierre-et-Saint-Paul remonte au moins au XIe siècle. Par un acte daté de l'an 1100 environ, Ite, femme de Foulque de Chaudry, et fille de Hermer de Pontoise, donne l'église à l'abbaye Saint-Martin de Pontoise. Celle-ci devient ainsi collateur de la cure. Elle possède également un manoir et une grange monastique (exploitation agricole) à Puiseux, mais il reste incertain si elle jouit de toutes les dîmes de la localité,. Sur le plan de la hiérarchie ecclésiastique, la paroisse relève du doyenné de Pontoise, de l'archidiaconé du Vexin français avec siège à Pontoise, et de l'archidiocèse de Rouen. Sous la Révolution française, l'église est fermée au culte (vraisemblablement à l'automne 1793), puis abandonnée et laissé à son sort. L'ensemble des paroisses du département de Seine-et-Oise est regroupé dans le nouveau diocèse de Versailles. Entre 1895 et 1897, elle est profondément restaurée, et sa nef est même remplacée par une construction entièrement neuve (voir ci-dessous). Ces travaux sont rendus possibles grâce à la générosité de la famille Thomassin et de Louis Thomassin, maire de Puiseux, cultivateur et éminent agronome. À l'issue des travaux, l'abbé Donnio, chanoine de Versailles et ancien curé de Puiseux, bénit l'église en date du 18 janvier 1898. Le chœur, le transept et le clocher sont inscrits au titre des monuments historiques par arrêté du 3 février 1966. En la même année, nait la nouvelle diocèse de Pontoise qui se limite au territoire du département du Val-d'Oise dont la création est alors en cours. Le diocèse de Versailles se limite désormais au seul département des Yvelines. Puiseux-en-France est aujourd'hui affilié à la paroisse de Cergy. Un prêtre réside au presbytère de Puiseux, mais les messes sont actuellement célébrées uniquement lors des grandes fêtes religieuses (Noël, Rameaux, Pâques, Ascension, Pentecôte, Toussaint), à 9 h 30.
La première partie de l'église primitive à être rebâtie est le chœur, que l'on remplace entre 1190 et 1210 environ par le chœur rectangulaire au chevet plat que l'on voit actuellement. Une inscription sur une pierre derrière l'autel, relevée par l'abbé Bourcier en 1880, et qui n'est plus accessible, dit que « l'an 1212, le 30 juin, fut dédiée l'église de céans ». Selon Louis Régnier, le style de la rédaction donne à penser qu'elle n'est pas antérieure au XVe siècle, mais il n'y aurait aucune raison de douter de sa véracité. Mais seulement le chœur actuel existe le jour de la dédicace. Ce n'est qu'une vingtaine d'années plus tard, que le transept roman est à son tour remplacé. Le remplacement de la vieille nef par une nef avec bas-côtés est d'ores et déjà prévu, car les croisillons sont d'emblée munis d'arcades du côté ouest. Apparemment, l'on ne songe pas à voûter la nouvelle nef, car les piliers n'ont initialement pas de colonnettes du côté ouest. Le projet reste de toute façon lettre morte. Il n'est plus possible de savoir si le clocher central au-dessus de la croisée du transept est achevé sous cette campagne, car le carré du transept et le croisillon nord sont remaniés et revoûtés entre la fin du XVe siècle et les premières décennies du siècle suivant dans le style flamboyant. Tous les arcs-doubleaux d'origine sont maintenus, mais certaines bases sont reprises en sous-œuvre, et les deux fenêtres du croisillon nord et la fenêtre méridionale du croisillon sud sont équipées de remplages flamboyants. Le clocher actuel est bâti, sans style véritable, vers le début du XVIe siècle,.
La nef-grange romane de l'église primitive subsiste, plus ou moins remaniée, jusqu'à la fin du XIXe siècle. Ses murs étaient si bas que le plafond coupe le sommet de l'arcade centrale. Les baies en tiers-point dataient vraisemblablement du XIIIe siècle. Des passages berrichons recouverts par des toits en appentis et voûtés par des demi-berceaux reliaient la nef aux croisillons. Entre 1895 et 1897, la nef primitive est démolie et remplacée par une nef néogothique, précédée d'un narthex et accompagnée d'étroits bas-côtés, qui s'élargissent au niveau de la troisième travée pour former des chapelles ouvrant sur les croisillons du transept. Les plans sont fournis par l'architecte parisien Charles Ferrant. L'on note que son projet est moins ambitieux que celui du XIIIe siècle, car la largeur maximale n'est atteinte que dans la troisième travée. En effet, le faible nombre d'habitants de la commune ne justifie pas un édifice plus spacieux. Louis Régnier dit que le résultat est plus satisfaisant à l'intérieur qu'à l'extérieur. La haute toiture de la nouvelle nef masque fâcheusement la partie basse de l'étage de beffroi du clocher. L'on décide de les boucher par une zone de maçonnerie de 1,50 m de hauteur. Depuis la démolition de la vieille nef, le dernier vestige de l'église primitive est à ce jour un linteau monolithique gravé de motifs géométriques, qui a été réemployé au-dessus de la porte extérieure de la sacristie,.

## Description

### Aperçu général

Plan de l'église.

Régulièrement orientée, avec une légère déviation de l'axe vers le sud-est du côté du chevet, l'église répond à un plan cruciforme. Elle se compose d'un narthex, qui comporte au rez-de-chaussée un dégagement et deux cagibis, et à l'étage une tribune ; d'une nef de trois travées accompagnée de bas-côtés jusqu'à la deuxième travée, puis de chapelles carrées, qui forment un deuxième transept ; d'un transept non débordant, dont la croisée sert de base au clocher en bâtière ; d'un chœur rectangulaire au chevet plat d'une seule travée ; et d'une sacristie à l'angle entre le chœur et le croisillon sud. L'ensemble de l'église est voûté d'ogives, mais les voûtes de la nef et de ses bas-côtés et chapelles ont des voûtains en briques creuses et des nervures préfabriquées en staff. Le chœur se signale par une voûte sexpartite (à six branches d'ogives. Le portail occidental constitue l'unique accès à l'église. Le narthex, la nef et les bas-côtés sont recouverts ensemble par une toiture à deux rampants, avec pignons à l'ouest. Les chapelles qui flanquent la troisième travée de la nef sont munies de toits à croupes. Les croisillons possèdent des pignons aux extrémités nord et sud, et des toits en bâtière perpendiculaires à l'axe de l'édifice. Le toit du chœur est à deux rampants, avec pignon au chevet.

### Intérieur

#### Nef, bas-côtés et chapelles

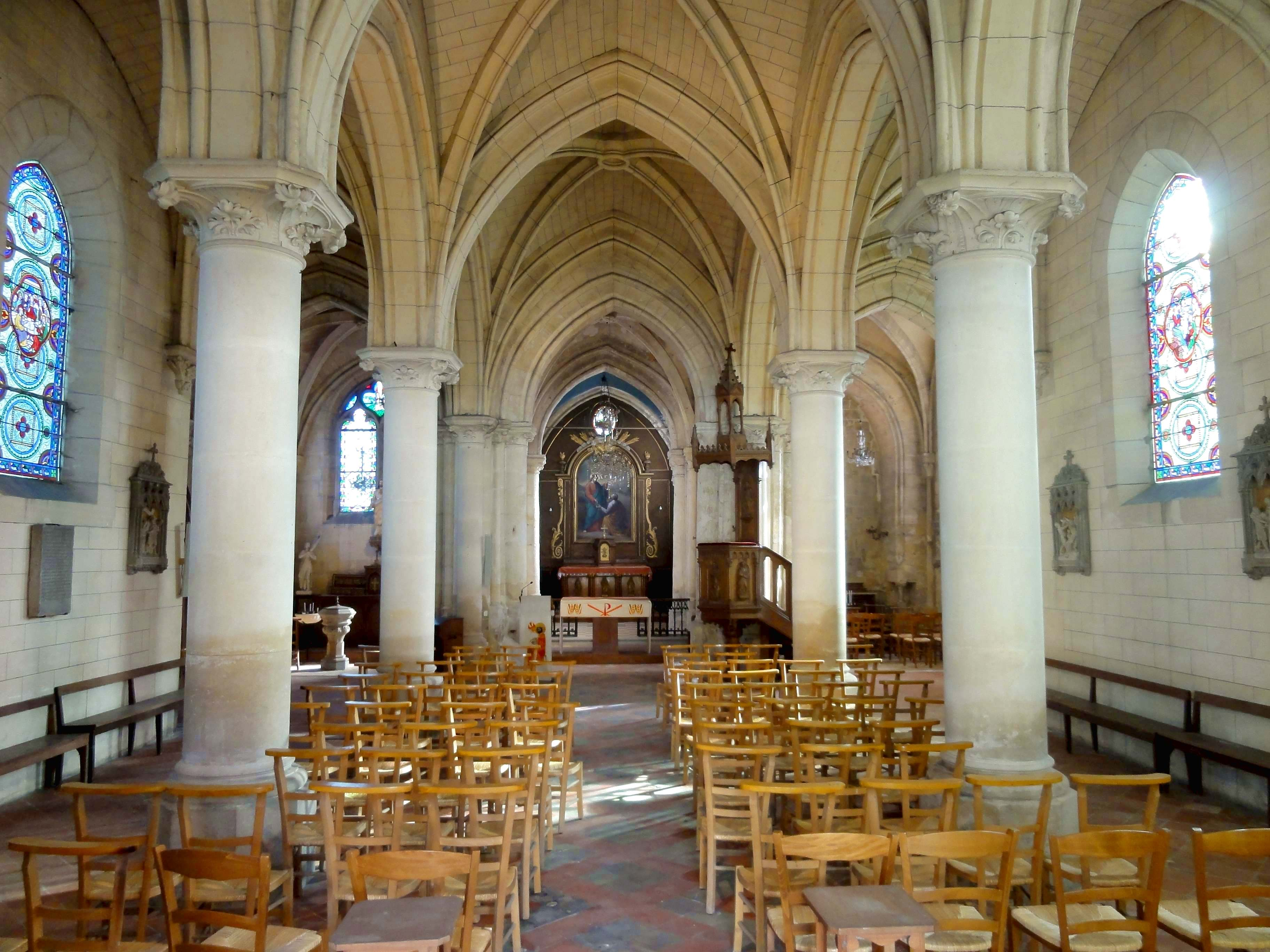
Nef, vue vers l'est.

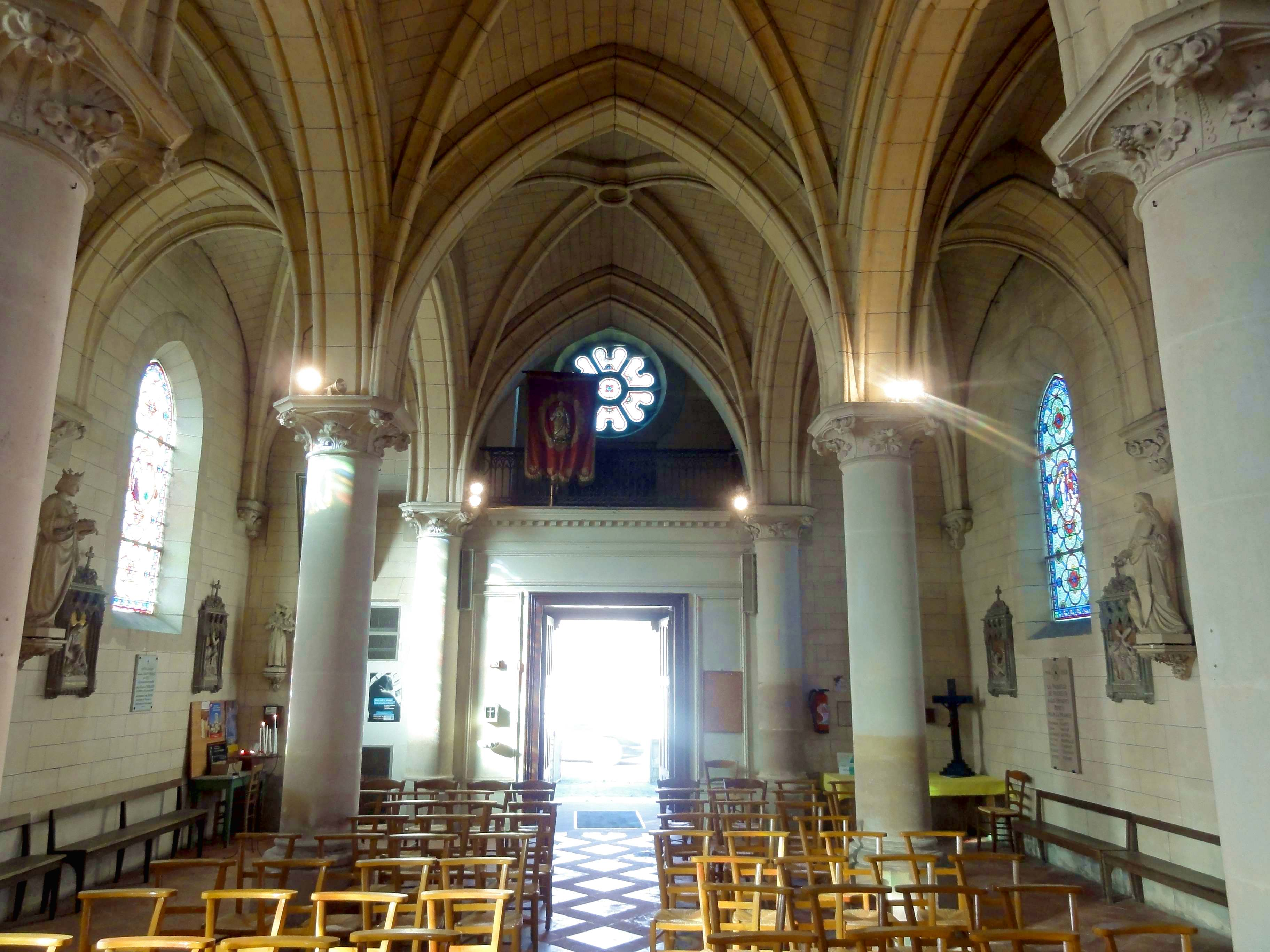
Nef, vue vers l'ouest.

L'ensemble formé par le narthex, la nef, les bas-côtés et les chapelles a la même longueur que la nef primitive, et occupe à peu près la même superficie que celle-ci, si l'on y ajoute les passages berrichons. Comme dans la nef également néogothique d'Osny, bâtie en 1895, la largeur et la hauteur du vaisseau central est calquée sur la croisée du transept. Ses dimensions paraissent bien modestes, mais pour relier les chapelles aux croisillons et éviter des irrégularités, l'architecte n'eut d'autre choix que de se conformer à la largeur définie par le carré du transept. Il aurait cependant pu surélever les élévations latérales et prévoir des fenêtres hautes au-dessus des grandes arcades, ce qui aurait été plus conforme à l'esprit des nefs gothiques voûtées d'ogives, qui comptent généralement au moins deux niveaux d'élévation. Mais d'un côté, le budget était limité, et d'un autre côté, le clocher aurait été complètement masqué du côté ouest. Le résultat sont une nef et des bas-côtés et chapelles voûtés quasiment à la même hauteur, ce qui n'est pas son charme. L'esthétique est proche de celle des églises-halle, telles que Genainville. Les bas-côtés sont moitié moins larges que la nef, alors que les chapelles sont tout aussi larges que celle-ci. Ainsi, les voûtes de la nef sont barlongues dans le sens transversal, tandis que celles des bas-côtés sont barlongues dans le sens longitudinal, ce qui entraîne tout de même une légère différence de hauteur au niveau des sommets des voûtes. Mais la retombée de l'ensemble des nervures des voûtes et des arcades et doubleaux s'effectue bien au même niveau. Les travées néogothiques forment ainsi un vaste espace unifié, ce qui atténue l'impression d'exigüité du vaisseau central, et établit une continuité remarquable avec le transept des années 1230, qui était loin d'être aussi bien mis en valeur du temps de l'existence de la vieille nef. Le sommet de l'arcade occidentale de la croisée du transept n'était pas visible depuis l'ouest, et les passages berrichons avaient un caractère provisoire.
En ce qui concerne l'architecture, Charles Ferrant s'est largement inspiré de celle du transept, sans pour autant la recopier. Les piliers monocylindriques, leurs bases, socles, chapiteaux et tailloirs sont tout à fait conformes au style de la première période gothique. Les chapiteaux sont particulièrement réussis, et ne trahissent pas leur date récente. Contrairement au transept, les bases comportent une scotie ordinaire entre le petit tore supérieur et le gros tore aplati inférieur, et les tailloirs sont à angles abattus, ce qui sont des partis qui existent dans de nombreuses autres églises gothiques de l'époque envisagée. Les doubleaux sont tout aussi larges que les grandes arcades, et également à double rouleau, ce qui semble un peu exagéré, étant donné la faible portée des voûtes. Plus excessif encore paraît la disposition à l'extrémité occidentale de la nef et des chapelles, où les formerets adoptent le même profil et les mêmes dimensions que les arcades et doubleaux. Ainsi, les doubleaux à l'intersection des parties néogothiques et médiévales paraissent comme étant à quatre rangs de claveaux, ce qui n'existe sinon que rarement dans les cathédrales. Les deux rangs de claveaux inférieurs sont du XIIIe siècle. Concernant les piliers, les éléments des années 1230 et de 1897 s'enchevêtrent aussi : les colonnes et chapiteaux à l'ouest des piliers occidentaux du carré du transept sont néogothiques. Louis Régnier assure qu'en 1895 encore, ces piliers étaient plats du côté ouest. Pour les doubleaux et formerets surdimensionnés, les voûtes semblent moins réussies que les grandes arcades. Ceci est d'autant plus vrai que les clés de voûte ne sont pas décorées, et que des orifices surlignées par les nervures, qui passent autour, sont ménagés à leur place. Dans les bas-côtés, l'absence de formerets longitudinaux et de mouluration autour des fenêtres laissent une impression de sécheresse, et la retombée des voûtes sur des culs-de-lampe le long des murs, très fréquente dans les constructions néogothiques, est réservée au XIIIe siècle aux voûtements après coup (des exceptions existent). Tout au moins, Charles Ferrant s'est-il contenté de doubleaux à simple rouleau dans les bas-côtés. Quoi que l'on puisse penser de certains détails, en somme, son œuvre relève bien le défi de compléter un édifice du XIIIe siècle tout en le mettant en valeur, et sans rompre l'harmonie.

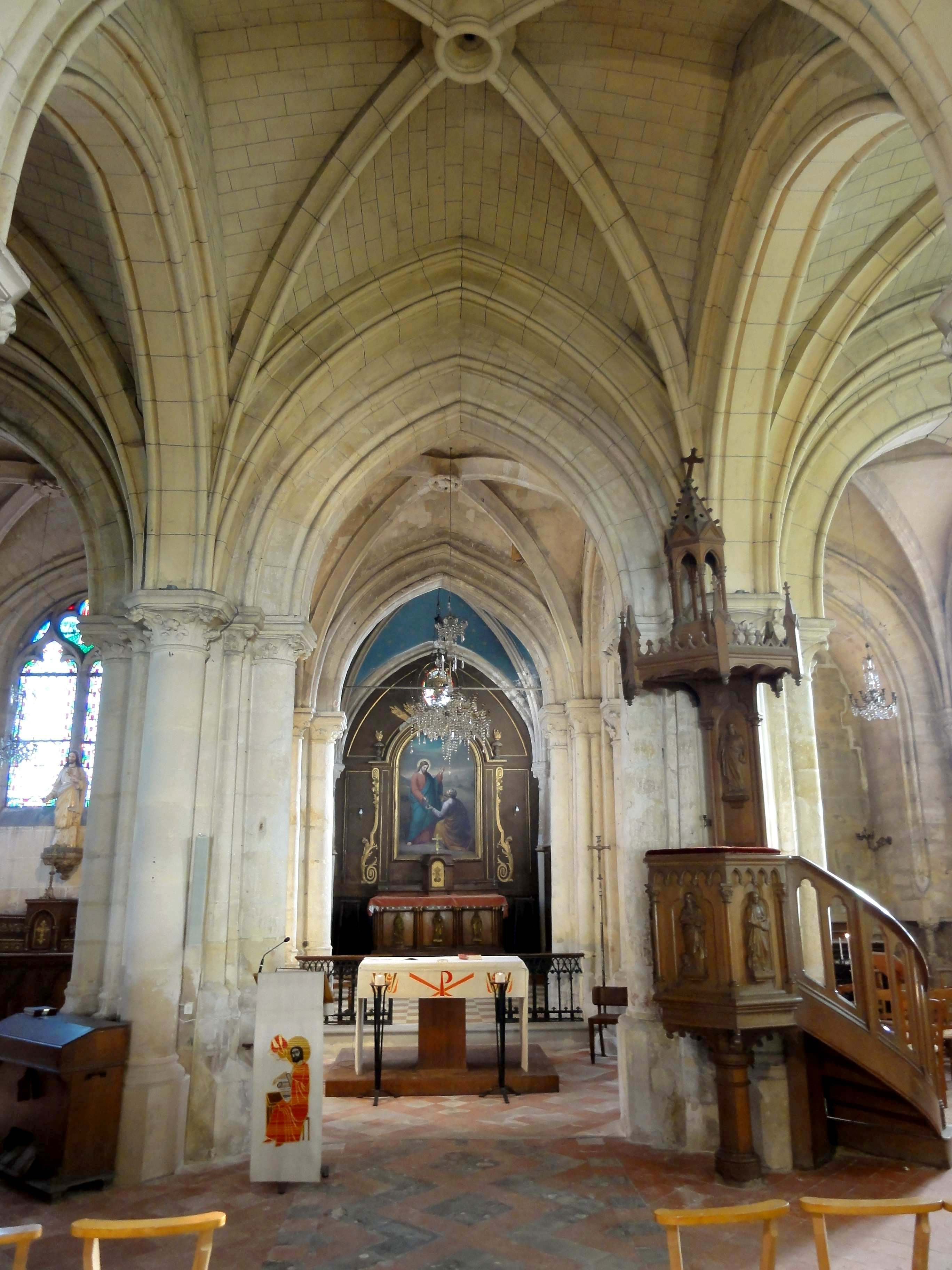
Nef, 3e travée, vue vers l'est.
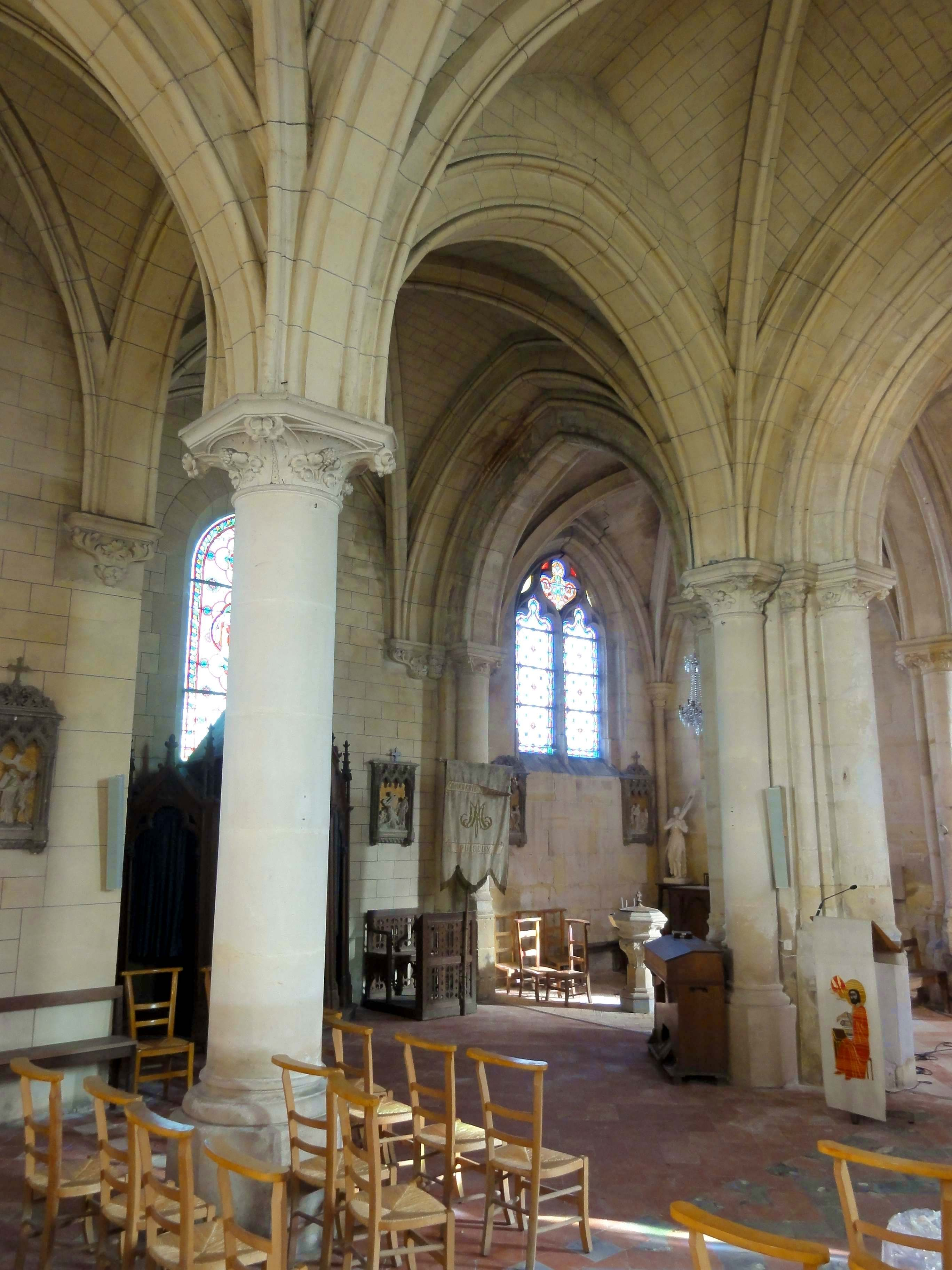
Nef, 3e travée, vue vers le nord-est.
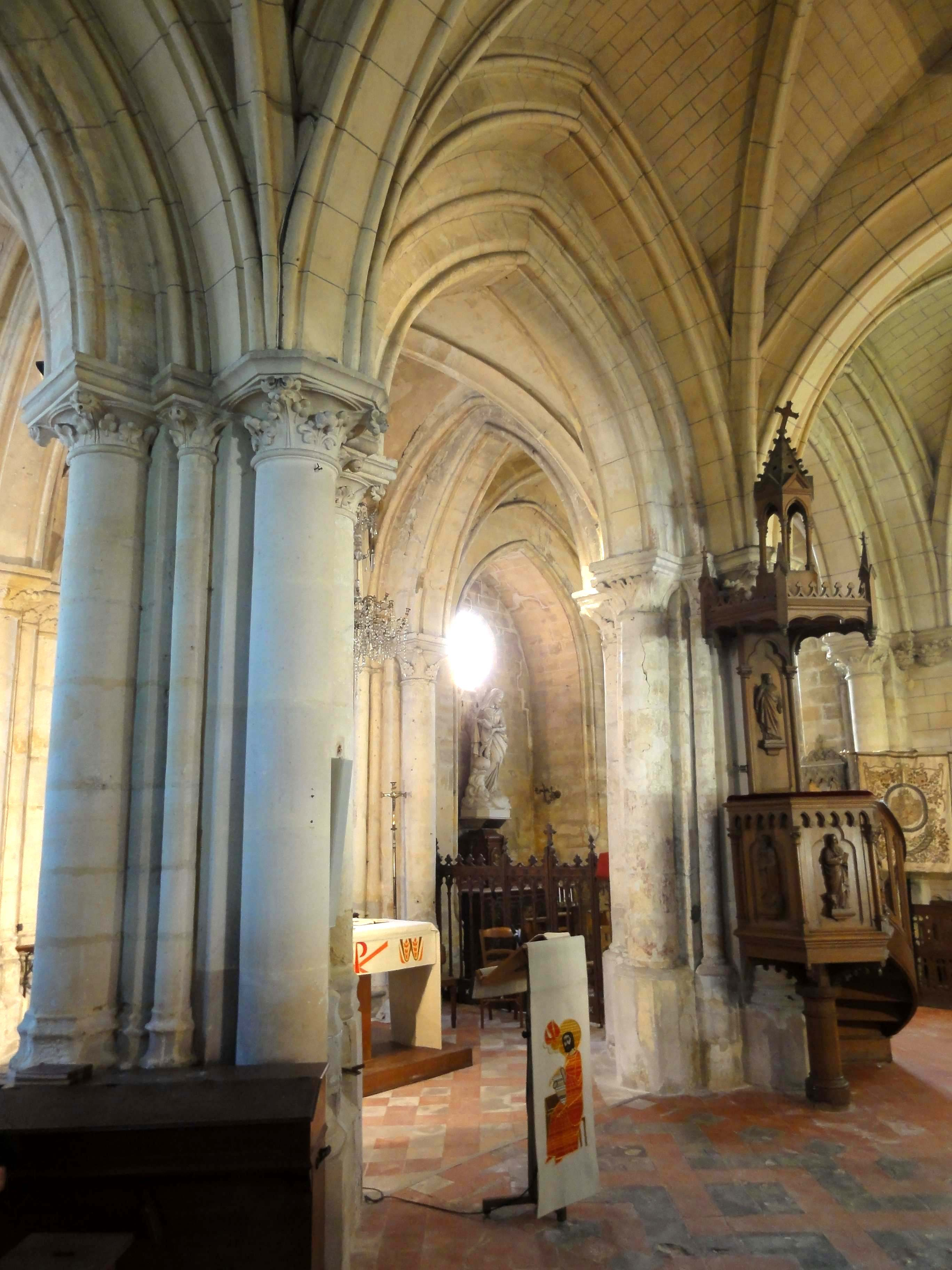
Nef, vue vers le sud-est sur la croisée.
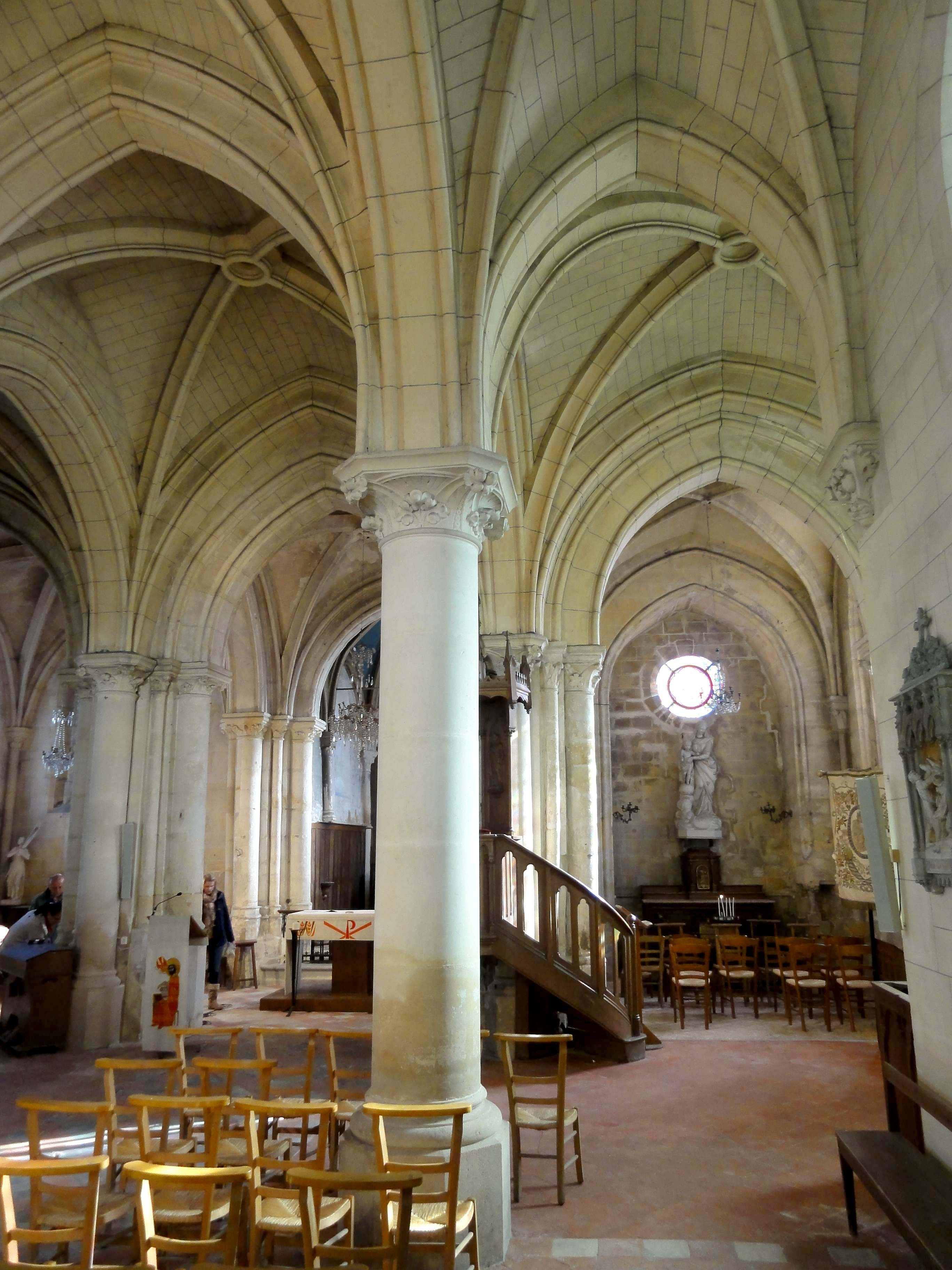
Bas-côté sud, vue vers l'est.
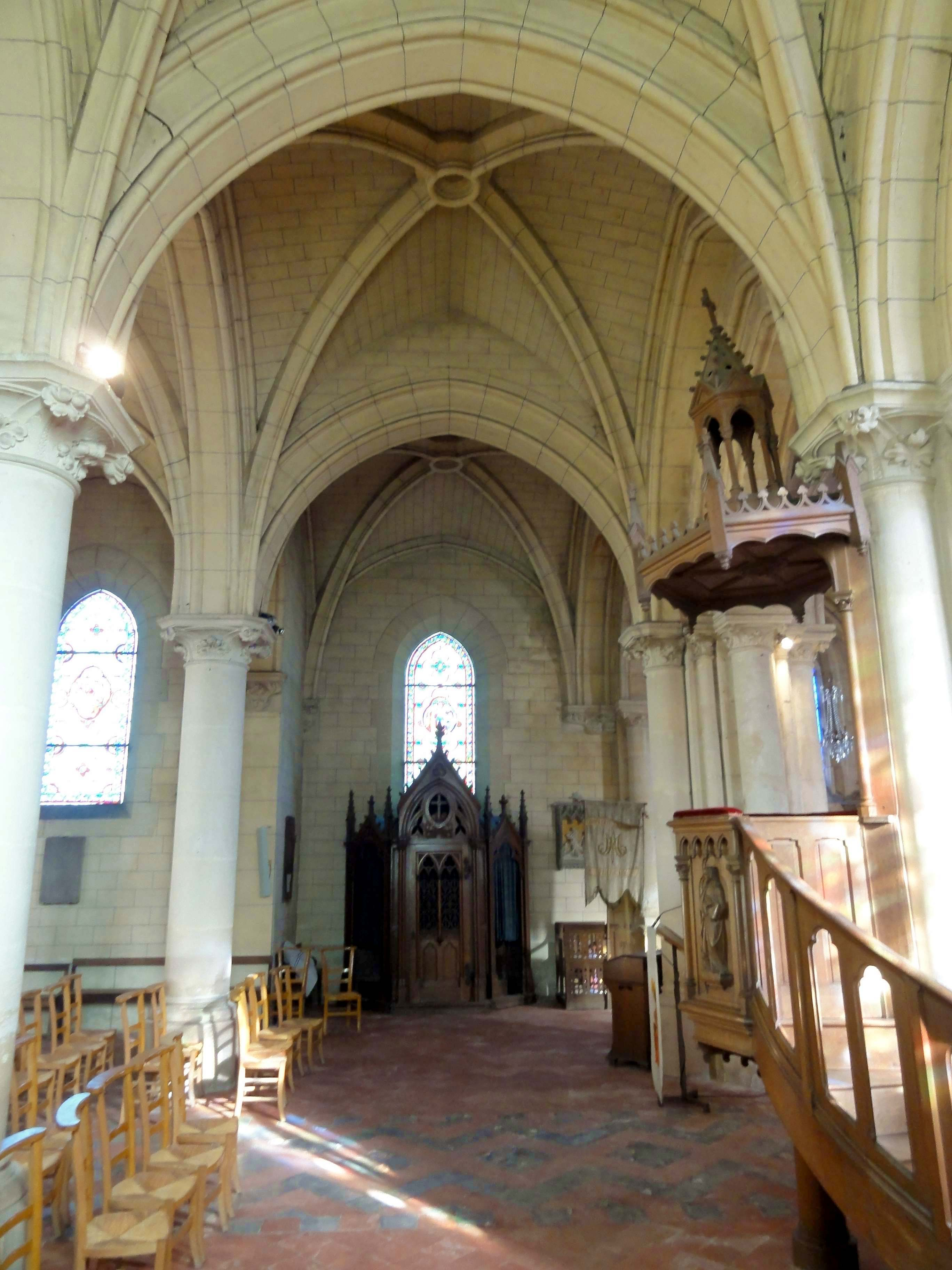
Chapelle sud, vue vers le nord.
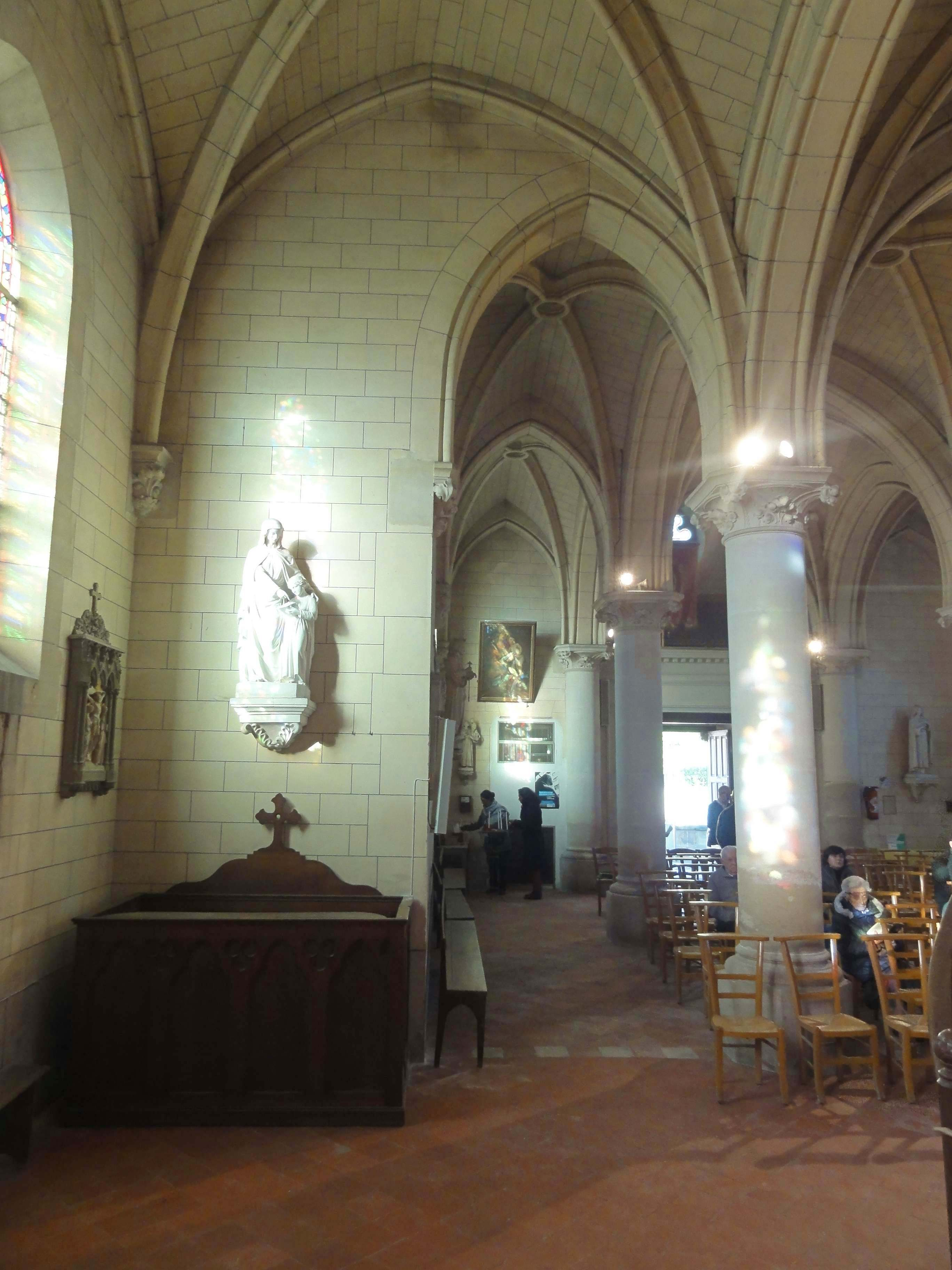
Chapelle sud, vue vers l'ouest.

#### Croisée du transept

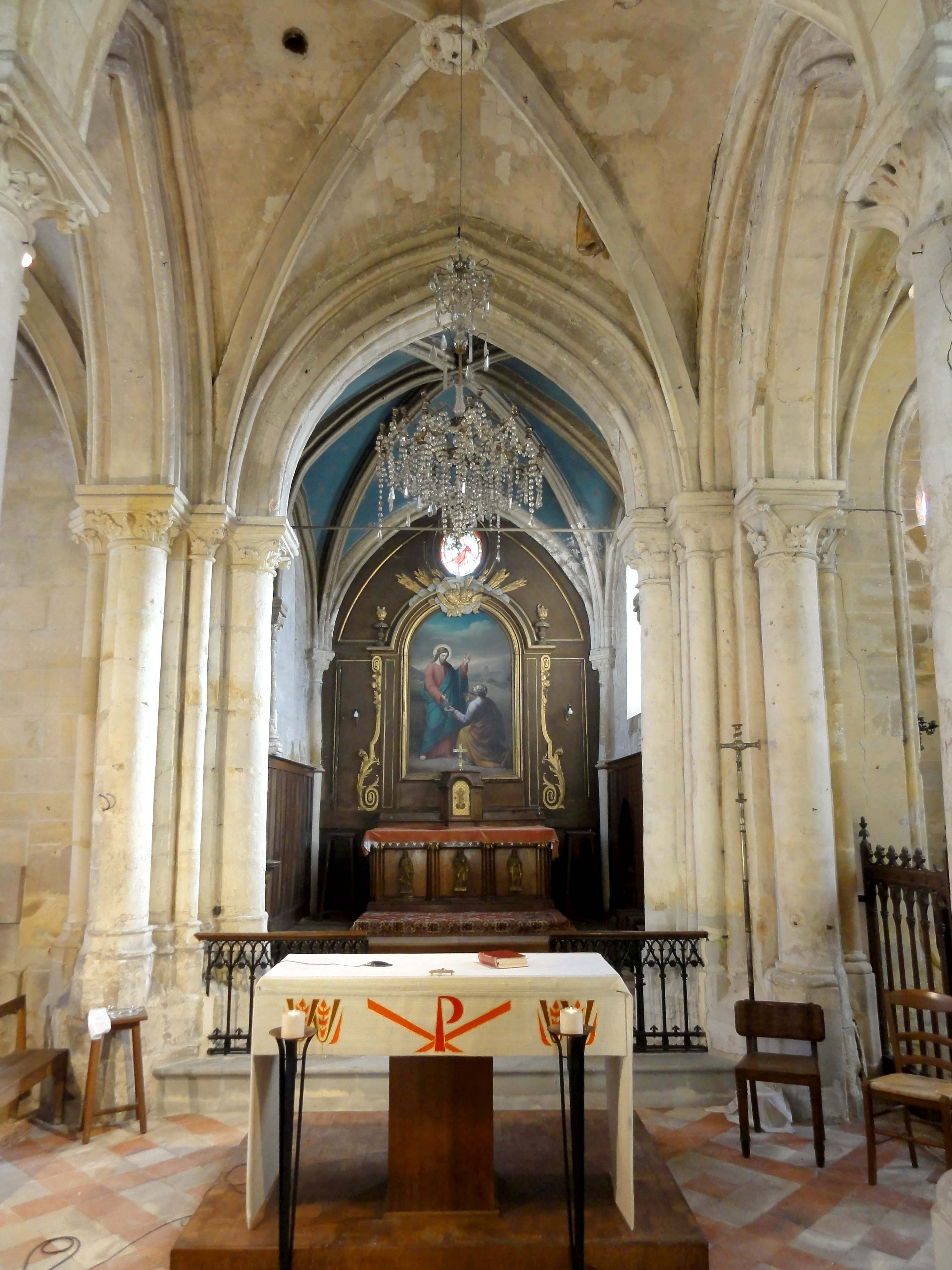
Croisée, vue vers l'est.

La croisée et les croisillons ont été élevés en même temps, au cours des années 1230. Il convient donc de délimiter le carré du transept des parties attenantes issues d'autres campagnes de construction. À l'est et à l'est, soit côté chœur et côté nef, la situation est analogue : les fines colonnettes à chapiteaux correspondant au rouleau supérieur de l'arc-doubleau sont homologues avec la croisée du transept, tandis que les colonnettes à chapiteaux des ogives dans les angles du chœur appartiennent à la campagne du chœur (vers 1190-1210), et celles à la fin des grandes arcades de la nef, à la campagne de la nef (1897). Les quatre doubleaux autour de la croisée du transept sont à double rouleau. Le rang de claveaux supérieur est mouluré d'un tore de chaque côté, et le rang de claveaux inférieur, d'un méplat entre deux tores dégagés. C'est ce profil, très fréquent à la première période gothique, qui fut aussi adopté pour les parties néogothiques. À l'extérieur du carré du transept, le rouleau supérieur dispose de colonnettes à chapiteaux dédiés côté chœur et côté nef, mais se partage les supports avec les ogives dans les croisillons. À l'intérieur de la croisée, la situation est la même dans trois angles, sauf dans l'angle sud-est, qui forme exception. Ici, un grand tailloir carré repose sur trois colonnettes à chapiteaux, comme dans les angles sud-ouest et sud-est du croisillon sud de Bréançon. La voûte flamboyante est ornée d'une clé en forme de bouclier, dont les insignes héraldiques ont été bûchés à la Révolution, et qui est entourée d'une couronne de feuillages. Le profil des ogives, aigu, est relativement simple. Il comporte en face un mince filet, relié par deux étroits cavets à une arête saillante à l'arrière-plan. Les tailloirs carrés se composent d'une plate-bande, d'un cavet et d'une baguette. Les corbeilles des chapiteaux sont de plan circulaire, ce qui est souligné par une moulure sous le tailloir. Aux angles, la transition du plan carré vers le plan rond est assuré par les feuilles d'angle. Elles sont striées, et leurs extrémités se recourbent en bourgeons ou crochets. Au milieu des faces des corbeilles, l'on voit les mêmes feuilles, plus petites ; une ou deux feuilles polylobées appliquées ; ou un fruit d'arum. Louis Régnier dit que c'est le décor végétal à la mode pendant la première moitié du règne de saint Louis. Les fûts sont appareillés. Les petits fûts sont logés dans les angles rentrants des piliers, tandis que les gros fûts sont pour un quart engagés dans le massif. Au sud, les bases d'origine subsistent en grande partie. Elles sont formées d'un petit tore ; d'un rang de dents d'engrenage ; et d'un gros tore aplati. Les autres bases ont été refaites à la période flamboyante, et prennent la forme de plinthes moulurées.

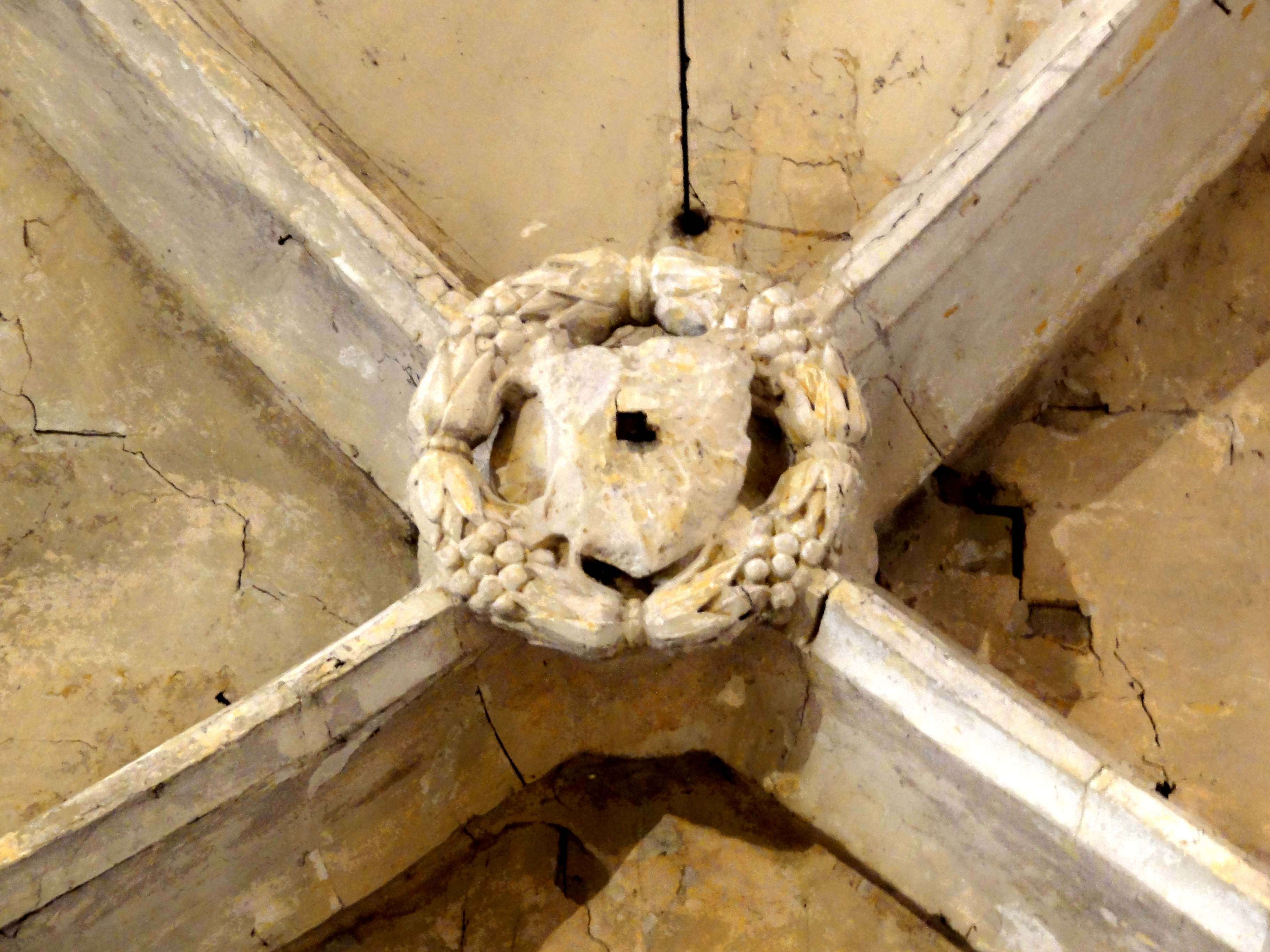
Clé de voûte du début du XVIe siècle.
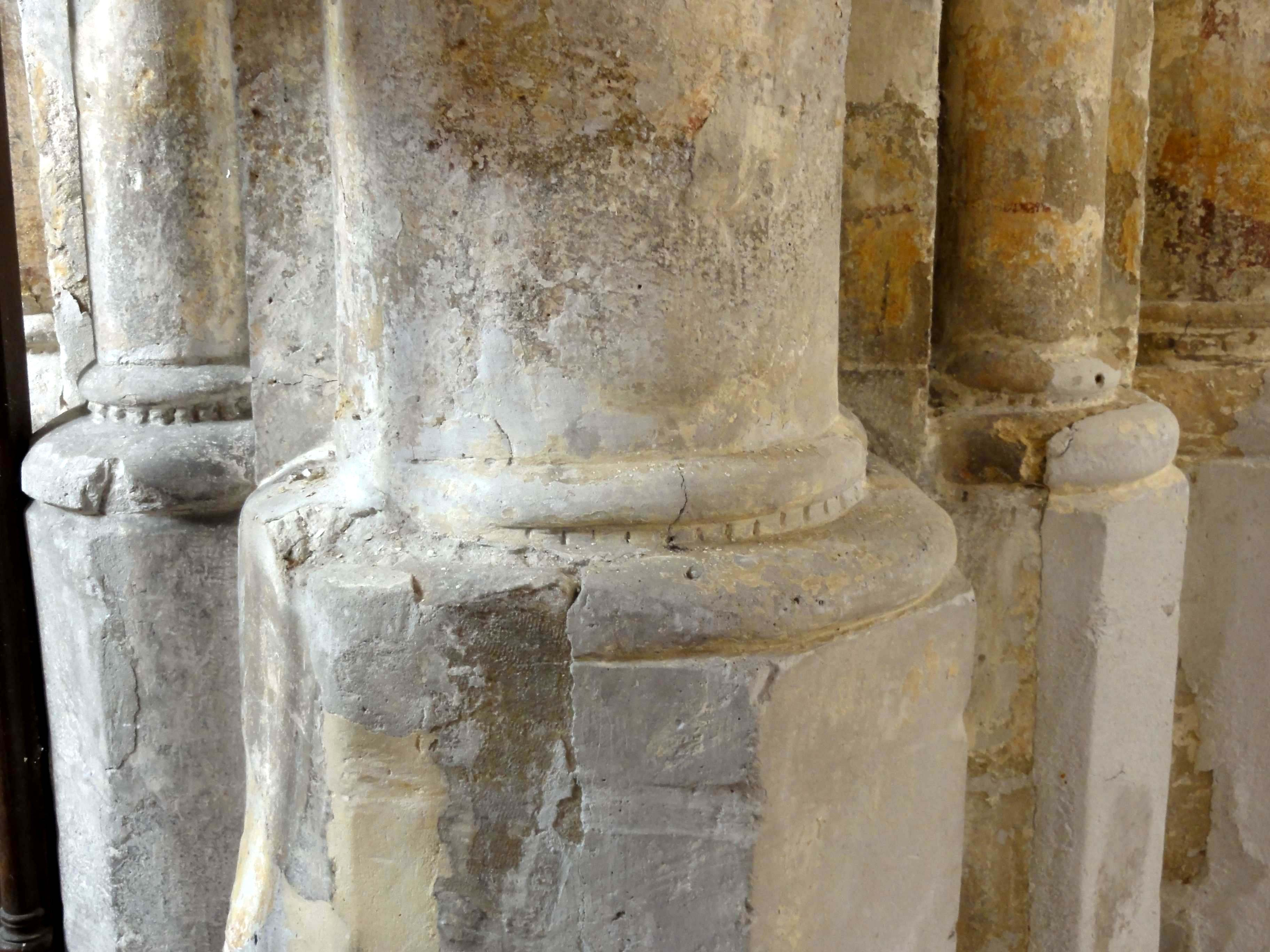
Bases des années 1230, à l'est du pilier sud-ouest.
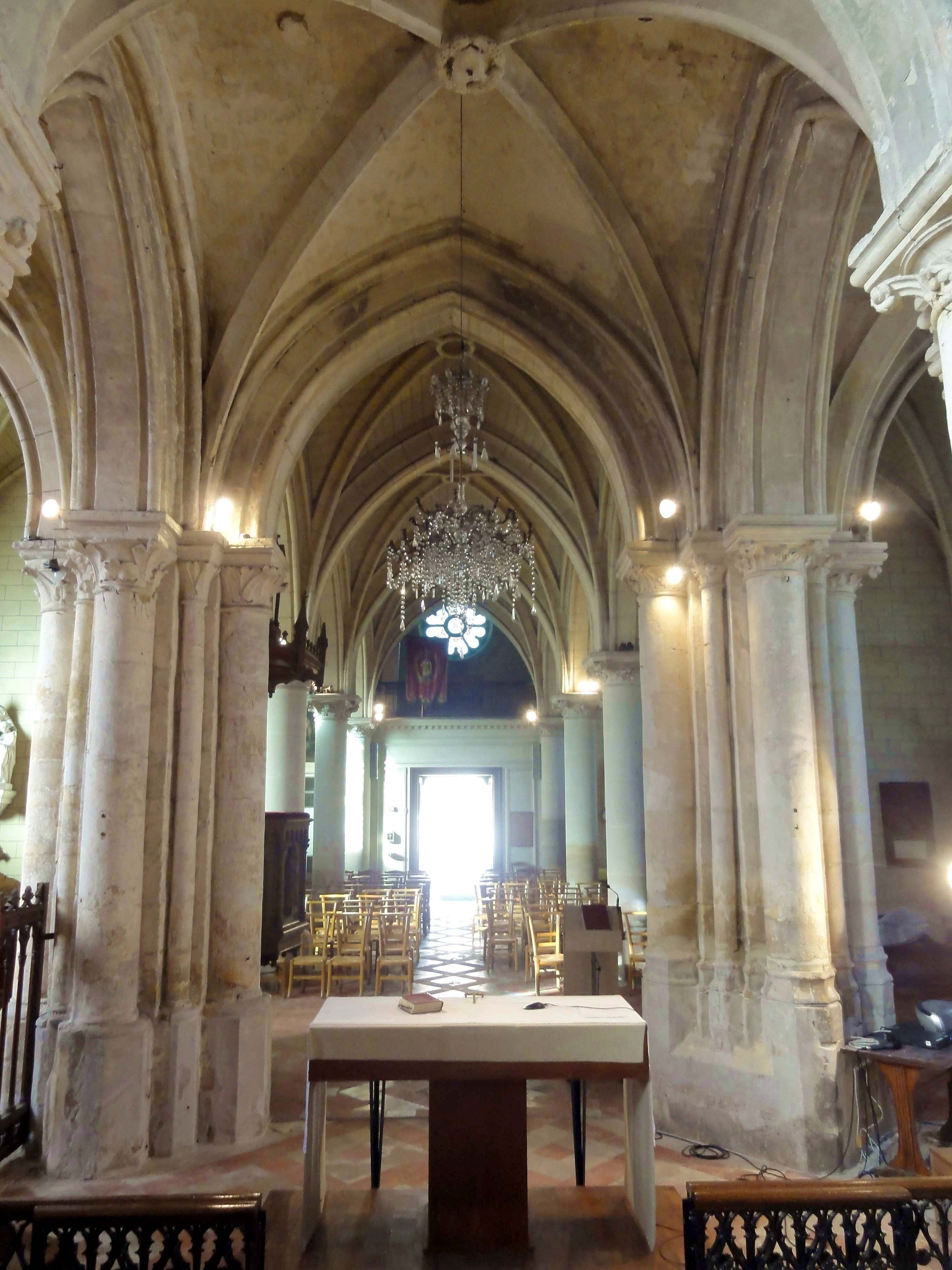
Vue vers l'ouest en direction de la nef.
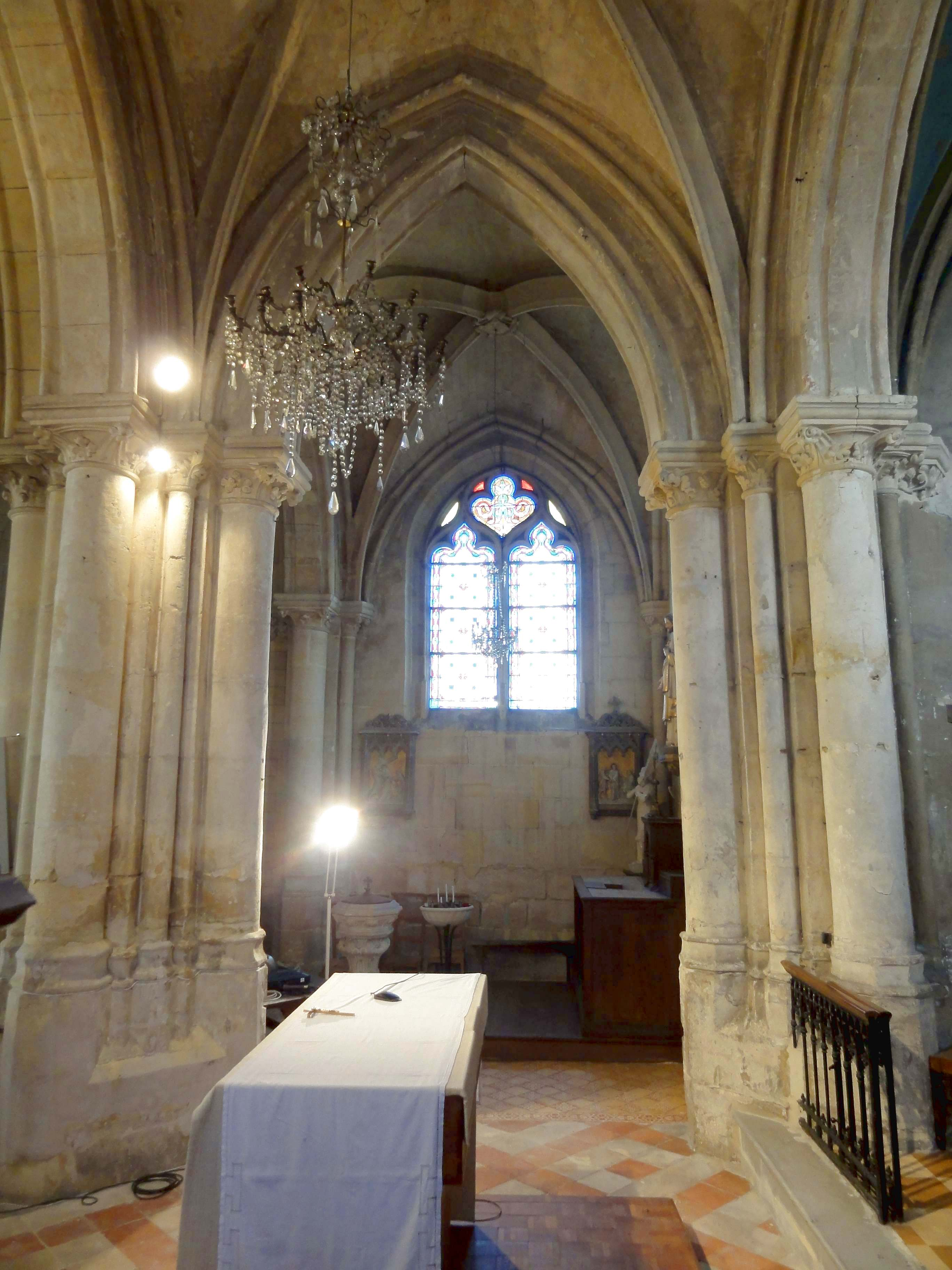
Vue vers le nord en direction du croisillon.
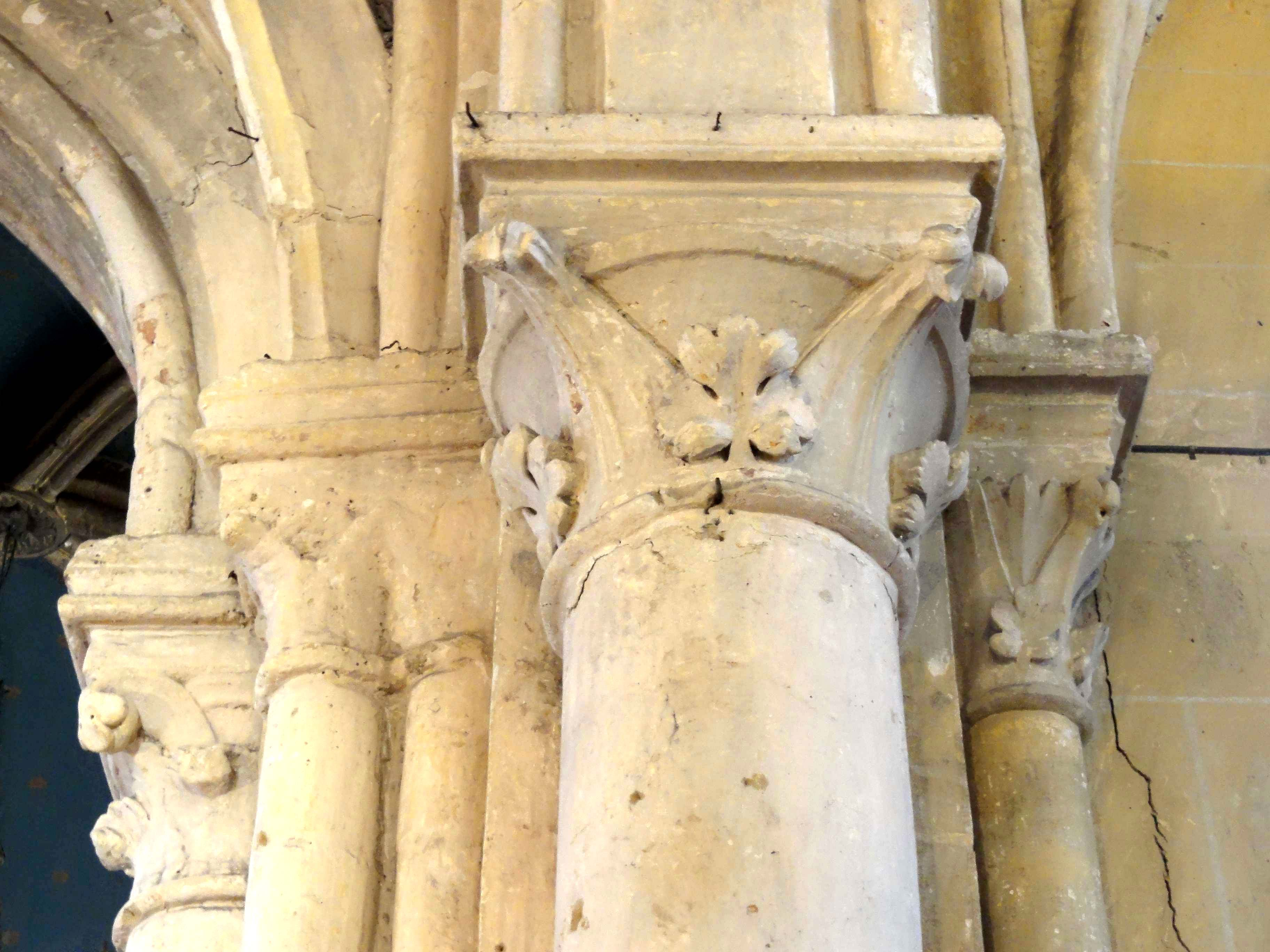
Doubleau méridional, chapiteaux côté est.
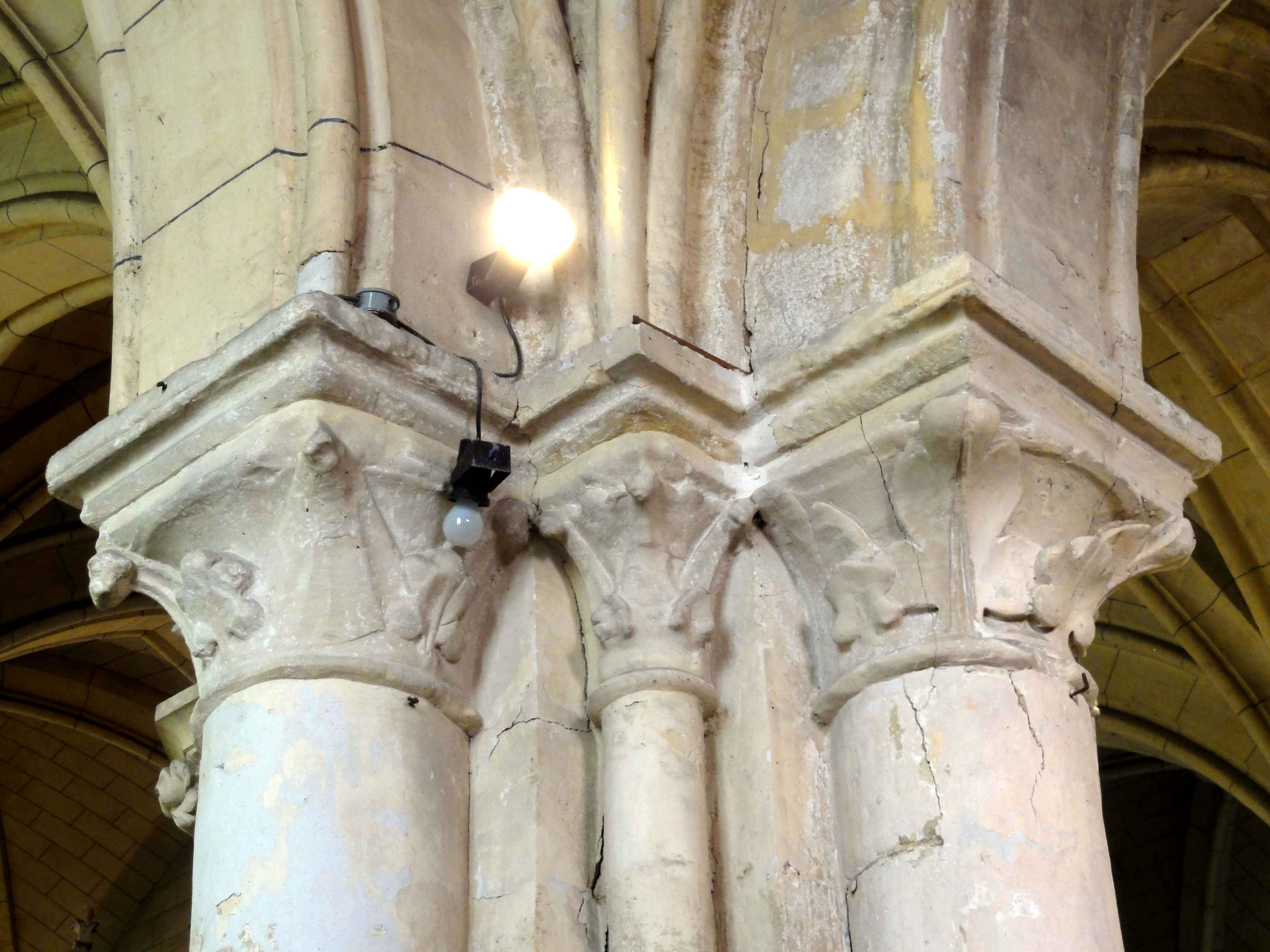
Chapiteaux dans l'angle nord-ouest.

#### Croisillons du transept

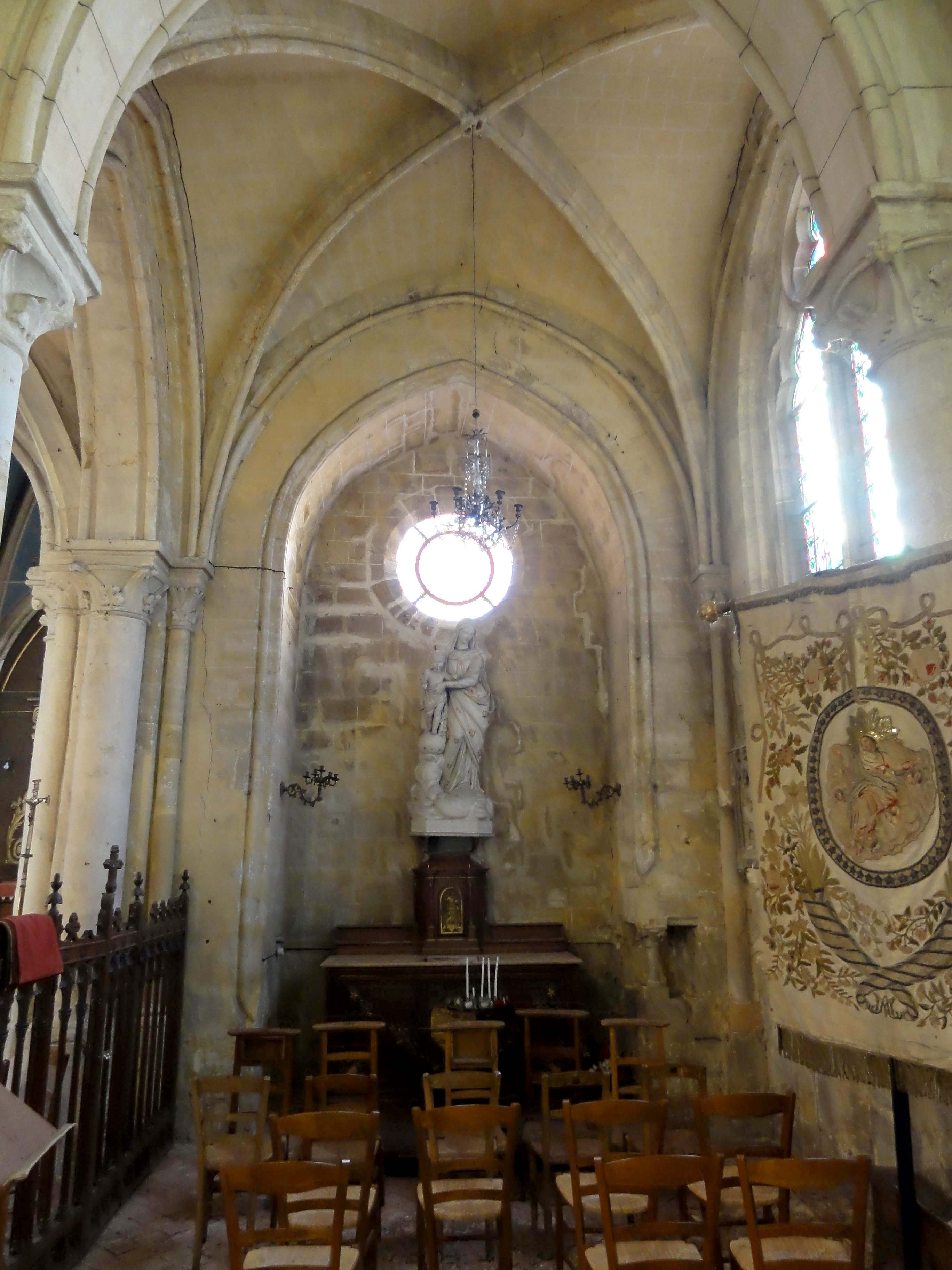
Croisillon sud, vue vers l'est ; au fond, la niche d'autel.

Le croisillon sud n'a presque pas changé depuis sa construction, à l'exception de la fenêtre méridionale. Celle-ci est entourée d'une fine moulure concave et d'une gorge, et affiche un réseau flamboyant de deux lancettes à têtes trilobées, qui se terminent par une accolade, et délimitent un soufflet qui occupe le tympan. Tous les écoinçons sont ajourés. Les meneaux affectent un profil aigu, et ont des bases cubiques. La voûte du croisillon sud est la seule qui subsiste de la campagne des années 1230. Ses ogives sont au profil d'un fin tore en forme d'amande, dégagé par deux cavets d'un bandeau saillant à l'arrière-plan. La clé de voûte est décorée d'un bouquet de feuillages « tournant », suggérant un mouvement de rotation. Les deux arcs-doubleaux sont analogues à ceux de la croisée, et au nord, la disposition des supports est analogue aux trois angles nord-ouest, nord-est et sud-ouest de la croisée. Les ogives se partagent donc les colonnettes à chapiteaux avec les rouleaux supérieurs des doubleaux. En respectant cette même logique, des colonnettes à chapiteaux uniques sont logées dans les angles au sud. Elles sont partagées entre les ogives, les formerets et le rouleau supérieur du doubleau occidental. Comme par ailleurs au sud de la croisée, les tailloirs ont des cavets plus profonds, et la baguette inférieure est plus angulaire. L'élément le plus intéressant du croisillon sud est la niche d'autel du côté est. Elle est un peu moins large et moins élevée que le croisillon, et voûtée en berceau brisée. Les angles du mur sont adoucis par une moulure composée d'une gorge entre deux tores, qui s'arrête loin du sol par la réunion des deux tores. Ce type de décoration est assez répandu dans la région pendant la première moitié du XIIIe siècle (baies des galeries du chœur de Montgeroult, portail de Seraincourt). L'éclairage est procuré par un oculus circulaire, plusieurs fois réparé, que Louis Régnier considère comme authentique. De telles niches d'autel sont rares dans la région. On peut néanmoins citer le prieuré de Bray (commune de Rully), Domont, Labruyère, Lavilletertre, Pondron, Saint-Vaast-lès-Mello, Santeuil et Vernouillet. Une autre particularité est la petite piscine liturgique, qui est ménagée dans l'angle du mur à droite de l'entrée de la niche, en omettant une assise et demi sur l'envergure d'environ un bloc de pierre de taille et demi. Pour assurer néanmoins la stabilité, une courte colonnette à chapiteau est placée à l'angle. Les deux linteaux étaient initialement moulurés, mais celui du nord a été refait de façon simplifiée.
Le croisillon nord a perdu sa niche d'autel, mais il partage avec le croisillon sud la disposition des colonnettes et doubleaux. À l'instar de la croisée du transept, la voûte a été refaite à la période flamboyante, mais les supports sont encore des années 1230, sauf les bases, qui ont été reprises en sous-œuvre à la période flamboyante. Il est possible que les chapiteaux du côté est sont néogothiques, car leurs tailloirs ont l'angle abattu, comme dans la nef. Mais il peut tout aussi bien s'agir d'une irrégularité authentique, tout comme le faisceau de trois colonnettes dans l'angle sud-est du carré du transept. La clé de voûte affiche un cartouche en forme de losange, que Louis Régnier qualifie de fantaisiste, entre un rang de feuilles d'acanthe et un rang de feuilles polylobées à l'arrière-plan. Le cartouche était initialement armorié. Ici comme dans le carré du transept, Bernard Duhamel suppose qu'il s'agissait du blason de la famille de L'Isle-Andrésy, branche des L'Isle-Adam, seigneurs laïcs d'une partie de Puiseux entre le XVe et le XVIIe siècle. Quant aux fenêtres, elles présentent un réseau du même type que la baie méridionale, mais différent dans les détails. Au sommet des lancettes, les trois lobes sont de largeur équivalente, alors que le lobe central est très dilaté au sud. Le soufflet au tympan est trilobé. En bas des meneaux, la mouluration n'a pas été achevée, et les bases sont donc cubiques.

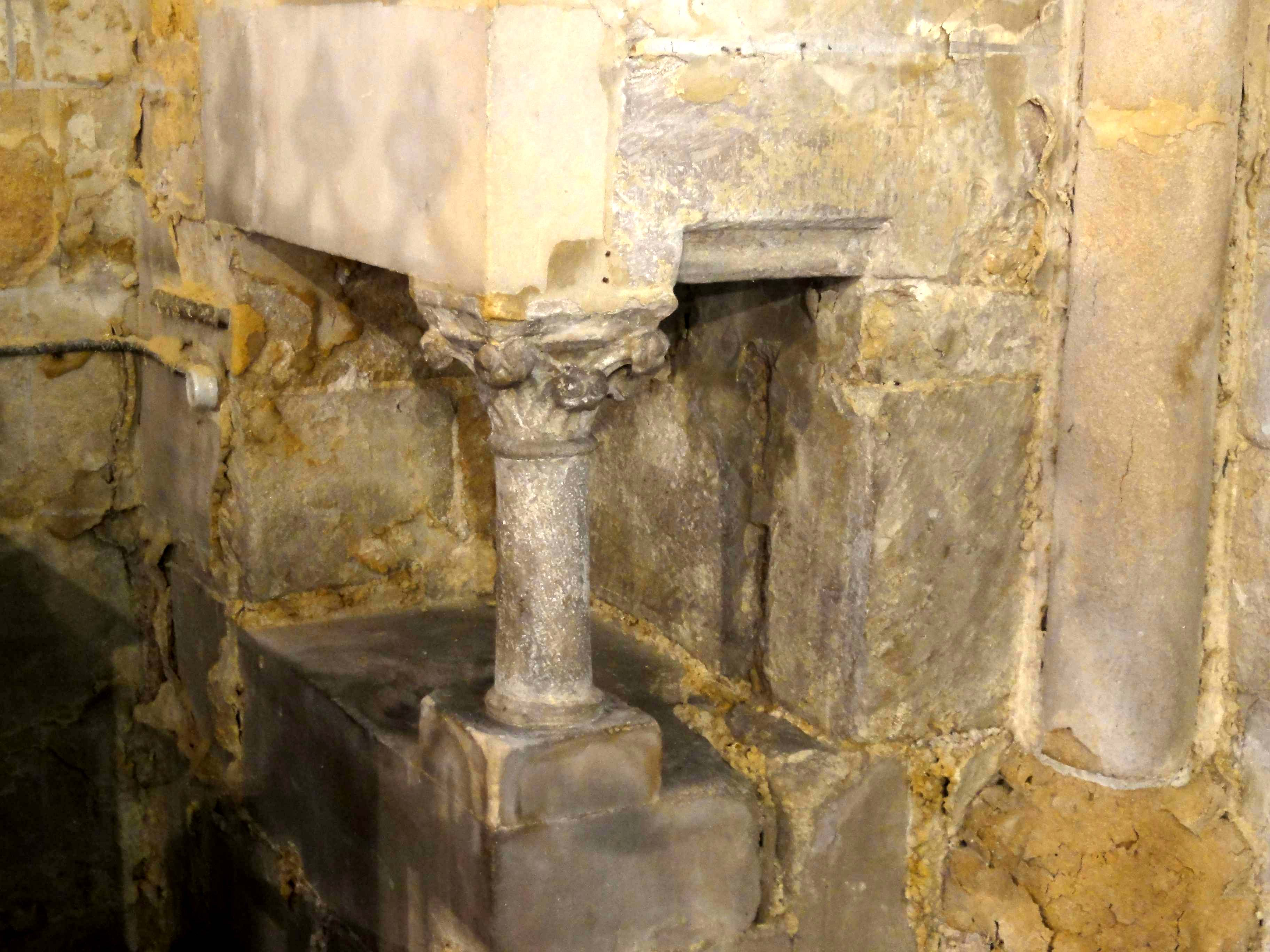
Croisillon sud, piscine liturgique.
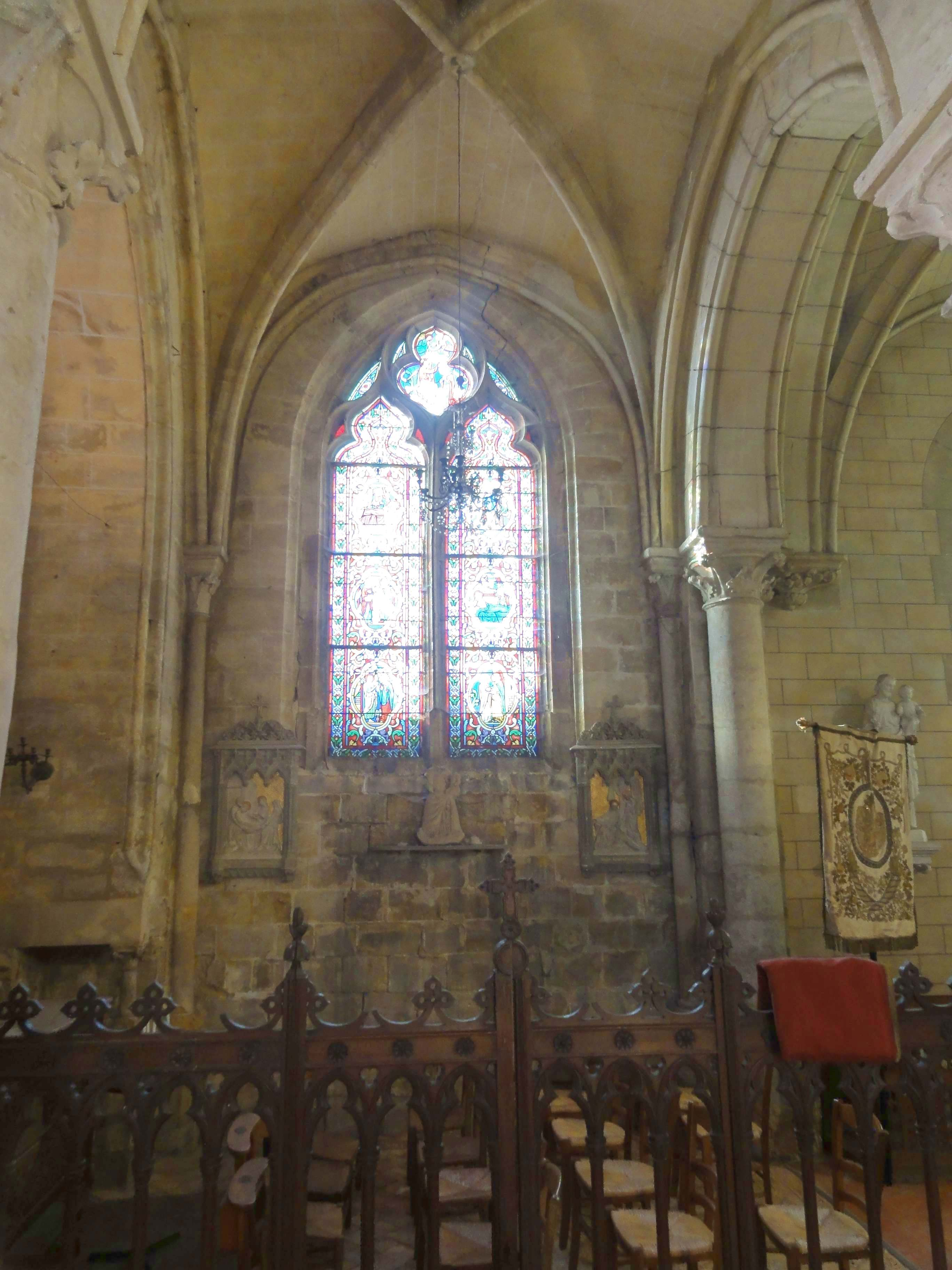
Croisillon sud, côté sud.
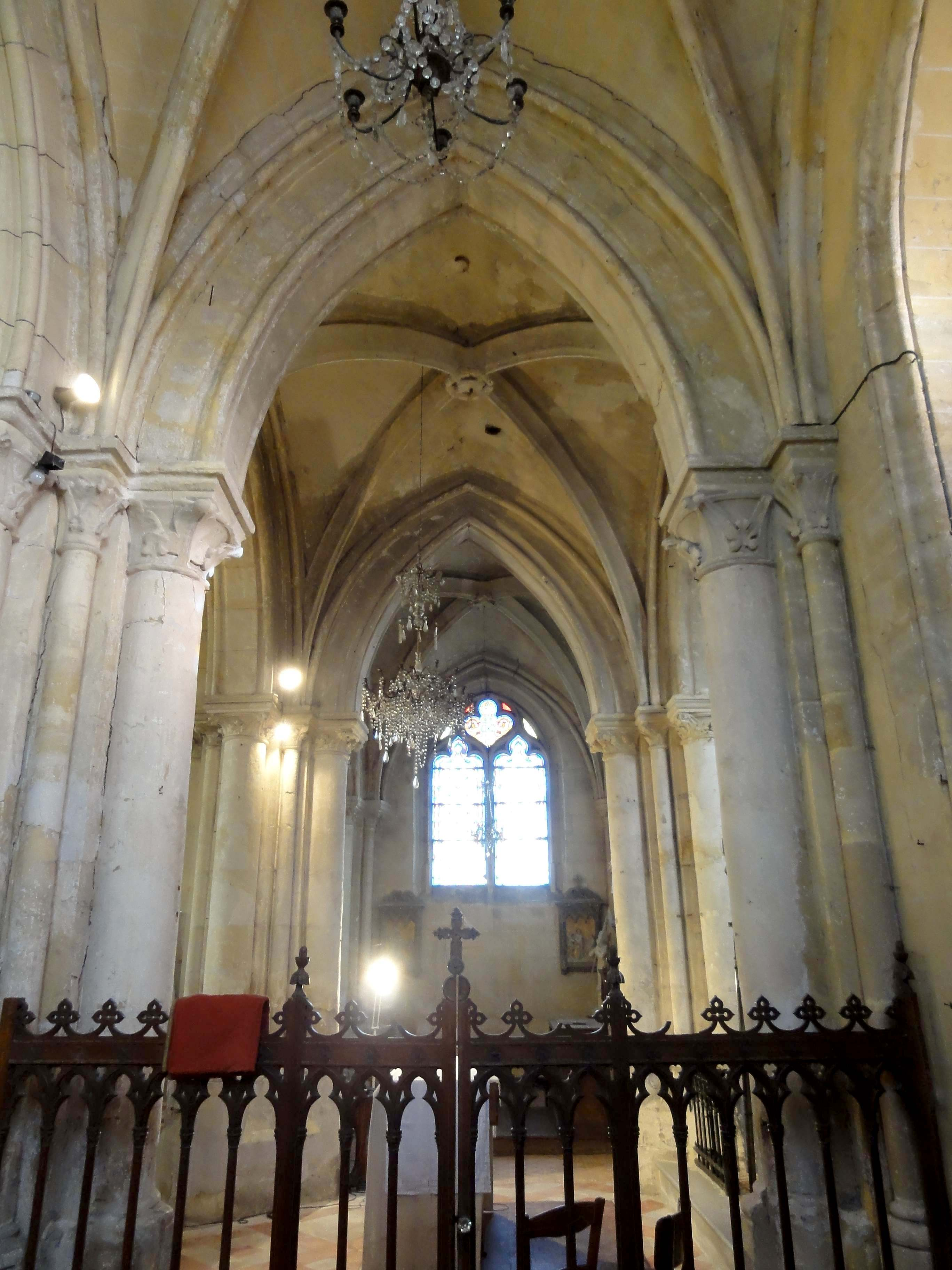
Croisillon sud, vue transversale vers le nord.
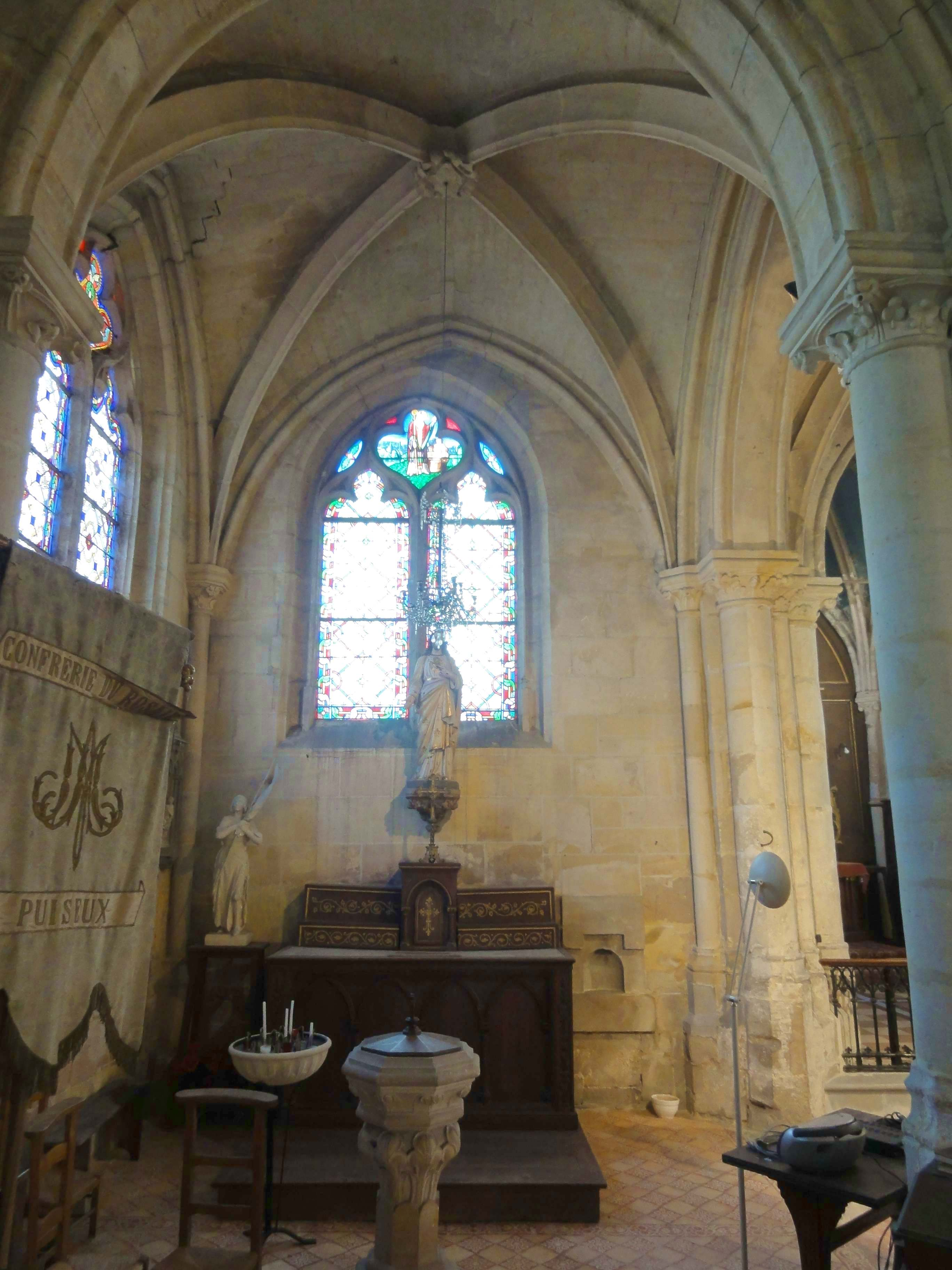
Croisillon nord, vue vers l'est.
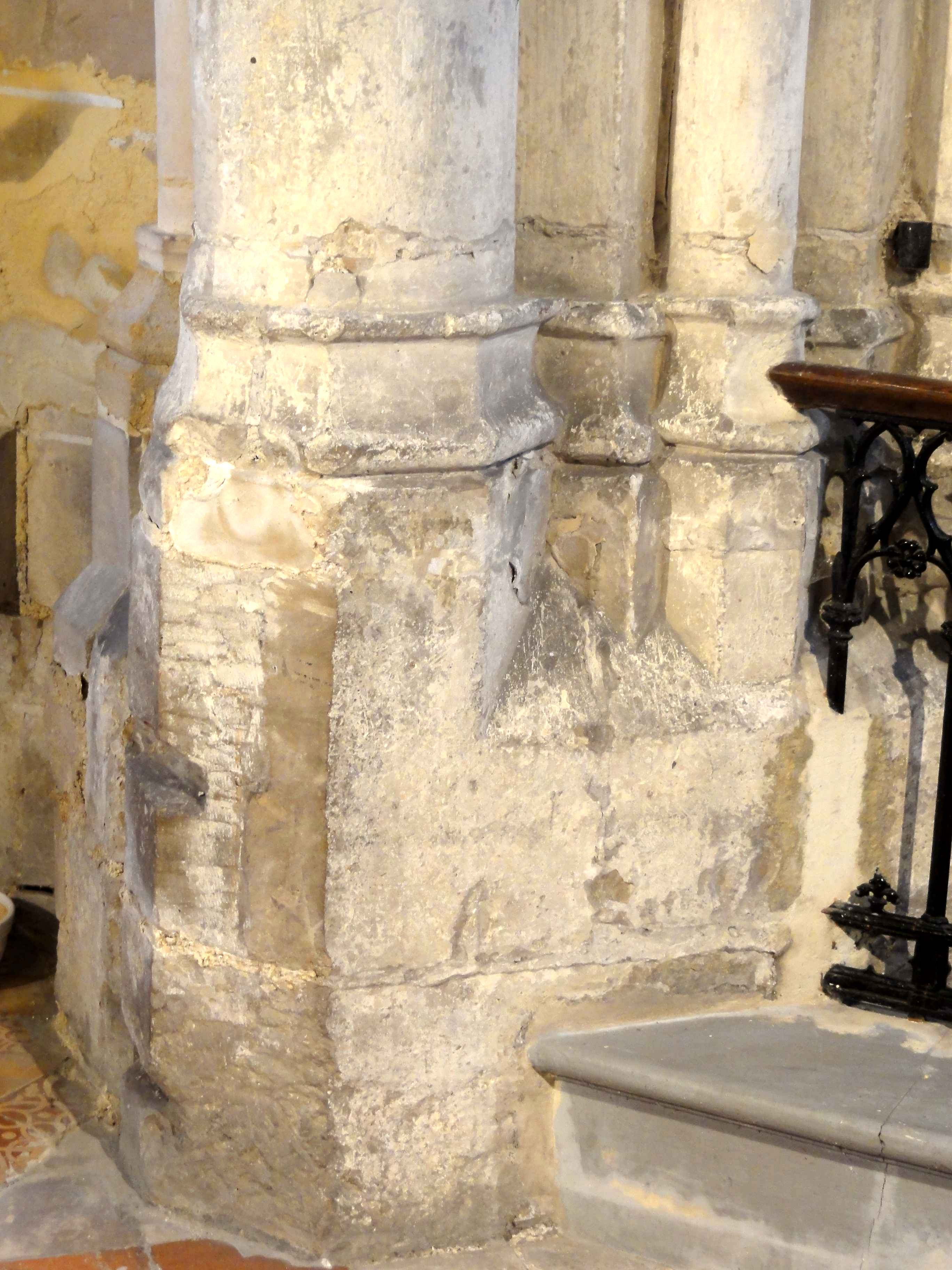
Bases flamboyantes.
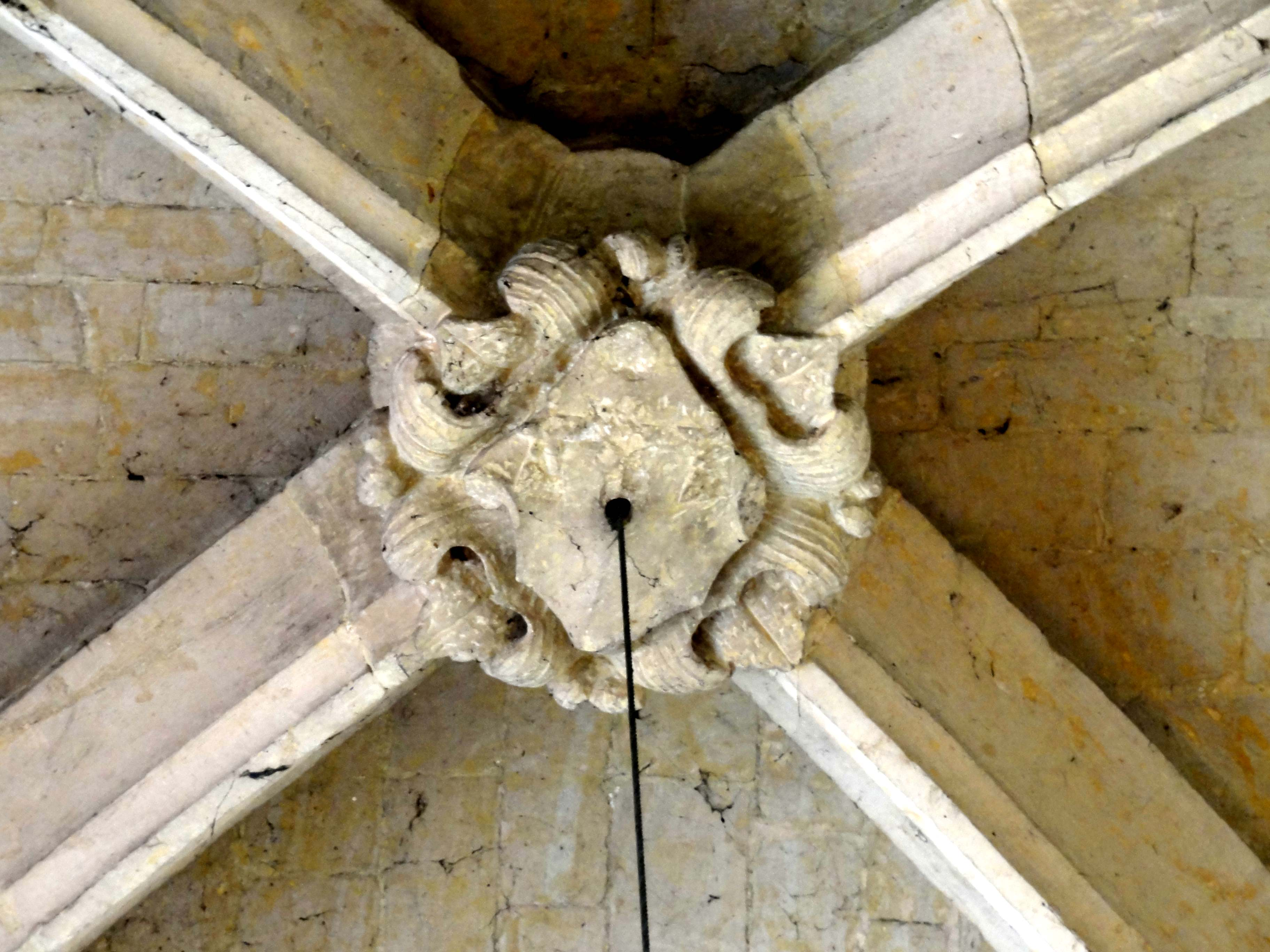
Croisillon nord, clé de voûte du début du XVIe.

#### Chœur

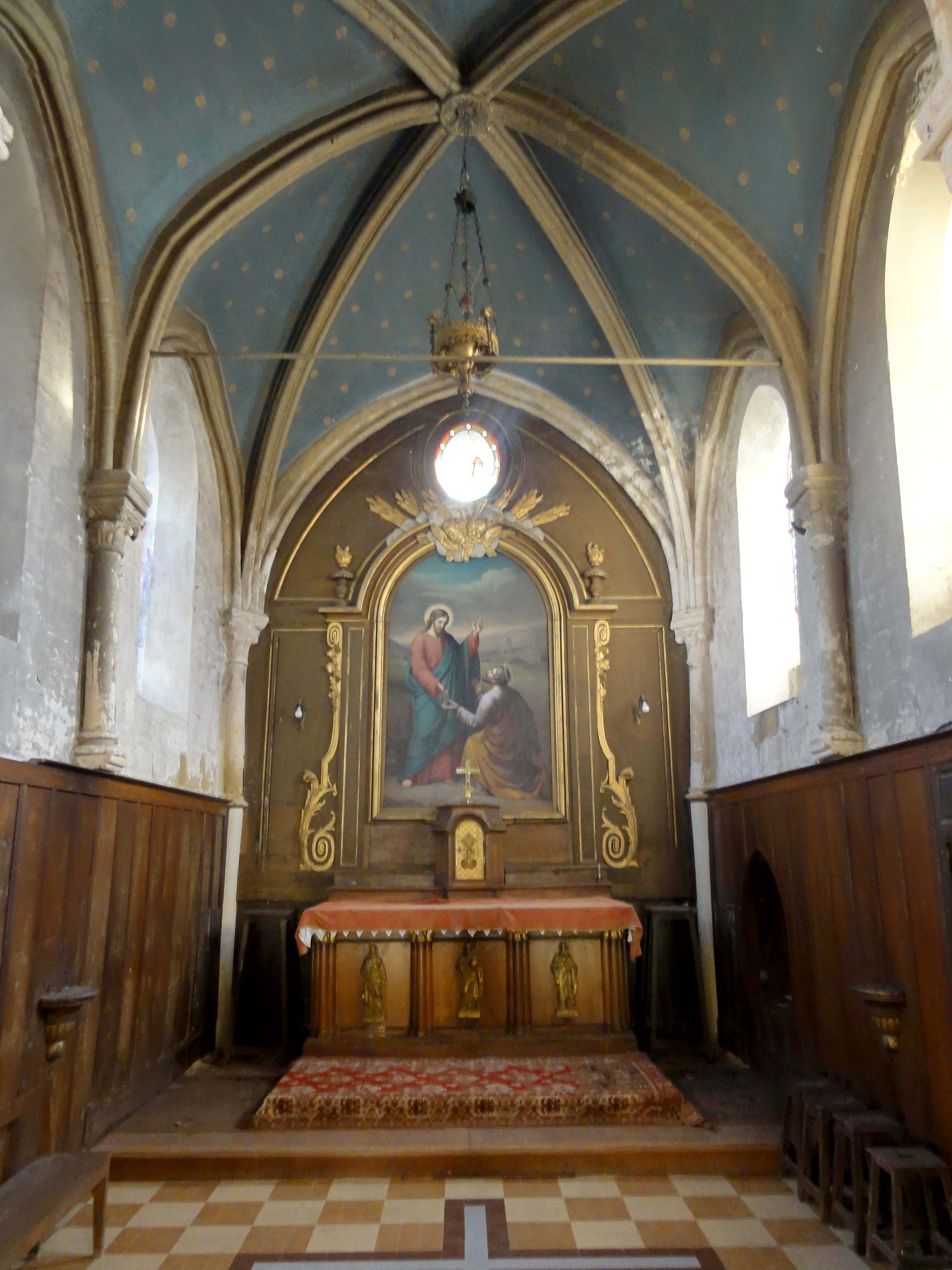
Chœur, vue vers l'est.

Le chœur rectangulaire des années 1190 / 1210 ne commence qu'après le doubleau oriental du carré du transept. Malgré ses dimensions modestes, il est recouvert d'une voûte sexpartite, ce qui est une disposition empruntée aux grandes églises de la première période gothique, et rare dans les églises rurales d'aussi petites dimensions. D'autres chœurs à voûte sexpartite sont Avernes, Ermenonville, Fontenay-en-Parisis, Nesles-la-Vallée, Précy-sur-Oise, Saint-Leu-d'Esserent, Vétheuil, et l'on peut également citer certaines nefs. Tous ces édifices sont à deux ou trois niveaux d'élévation. L'une des rares exceptions est Raray, où la voûte est toutefois flamboyante. — La clé de voûte est un disque sculpté de feuillages. Elle est située nettement au-dessus des sommets des arcs transversaux, et le résultat est donc une voûte bombée, comme souvent à la période du premier voûtement d'ogives, quelques décennies plus tôt. Les ogives adoptent un profil extrêmement répandu, qui consiste d'une fine arête entre deux tores. Ces ogives sont assez fines, et d'épaisseur égale. Des formerets existent de tous les côtés. Avec les ogives, ils retombent sur des colonnettes uniques situés dans les quatre angles, ainsi qu'au milieu des élévations latérales (dans l'angle nord-ouest, un cul-de-lampe néo-gothique a pris le relais). Dans les angles, les tailloirs sont plantés de biais, face aux ogives, ce qui est la disposition la plus habituelle à la première période gothique. Les tailloirs ont déjà le même profil qu'au transept, mais la sculpture des chapiteaux est assez différente. Selon Louis Régnier, elle puise son inspiration principalement de la feuilles d'acanthe. L'auteur juge leur exécution assez sommaire dans certains cas. Les fût sont en délit. Dans les angles, ils sont bagués à mi-hauteur, les bagues adoptant un profil évoquant les bases, mais sans les dents d'engrenage. Au nord et au sud, la disposition est similaire, mais les bases sont flanquées de griffes végétales, et reposent sur des culs-de-lampe, qui se résument aujourd'hui aux tailloirs : la partie inférieure a été supprimée lors de la pose des boiseries. Faute à ces mêmes boiseries, qui sont totalement frustes, aucune base d'origine ne subsiste près du sol. De meilleur effet est le retable du maître-autel, qui occupe tout le mur du chevet, et affiche, au milieu d'un décor baroque qui ne pèche pas par un excès d'ornementation, un tableau représentant l'institution de saint Pierre par Jésus-Christ. L'oculus en haut du retable est tout ce qui reste d'une ancienne lancette. Au nord et au sud, l'éclairage est toujours assuré par quatre lancettes simples en tiers-point, comme elles devaient initialement exister dans les croisillons.

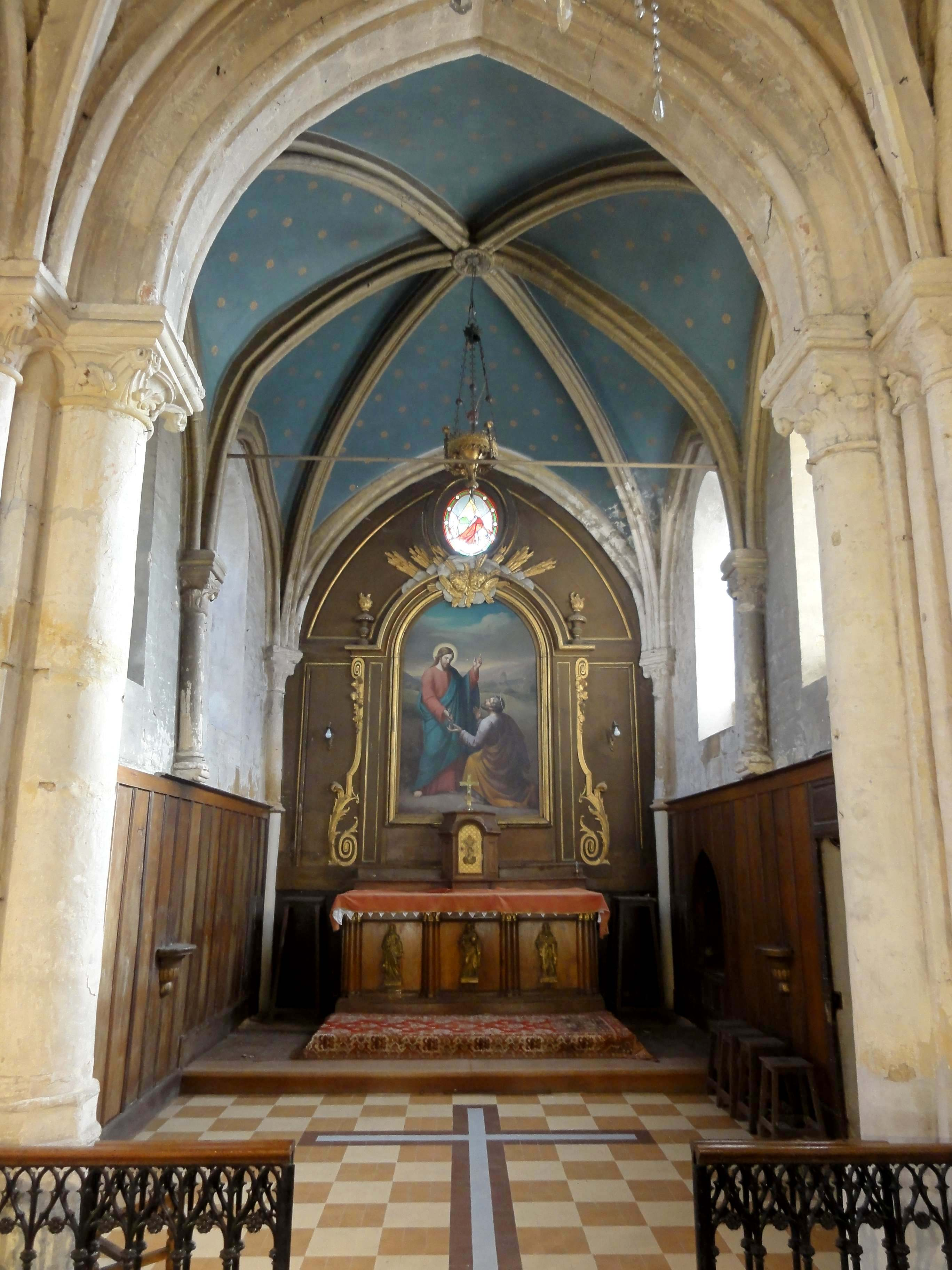
Vue depuis la croisée.
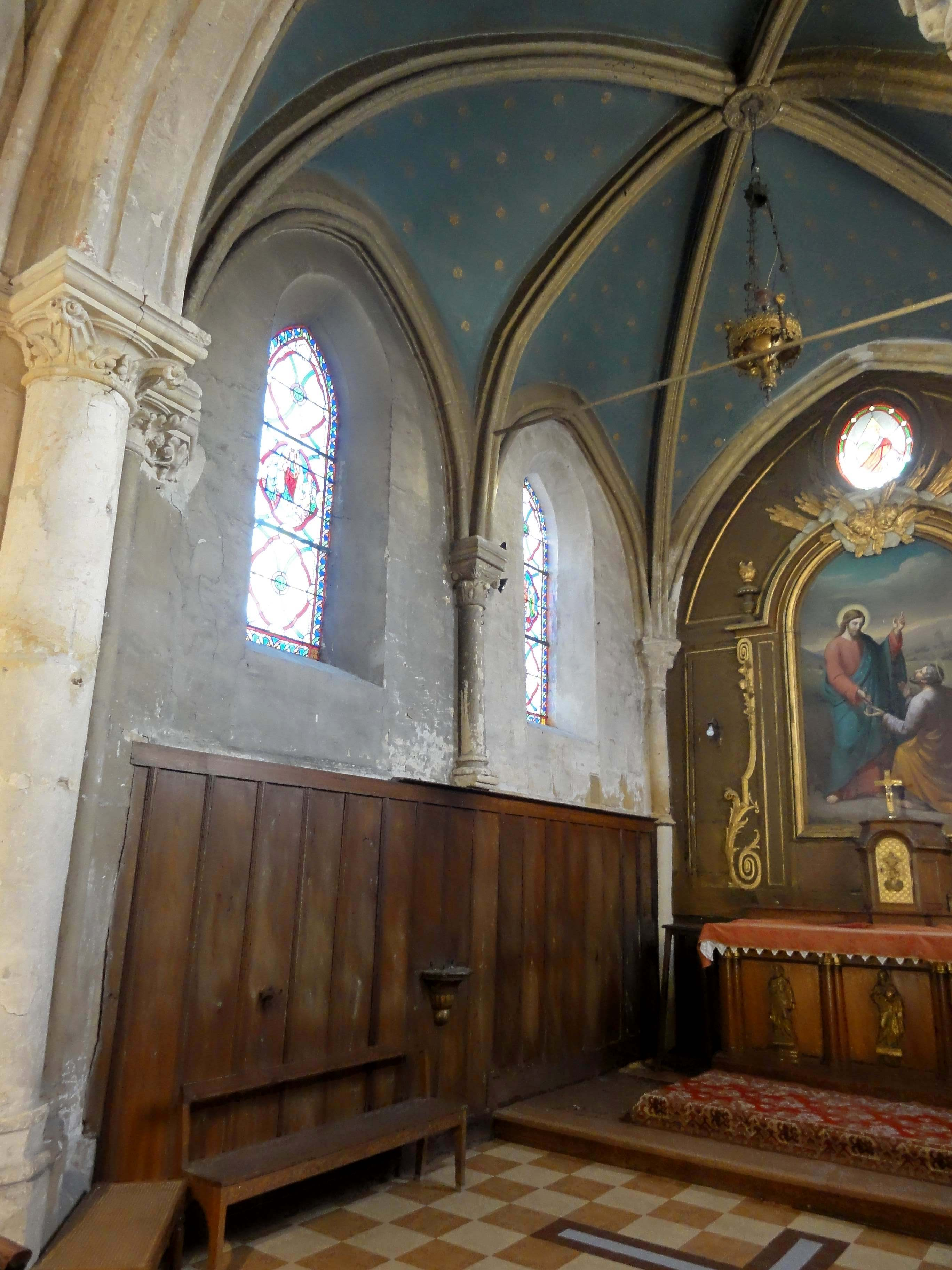
Vue diagonale.
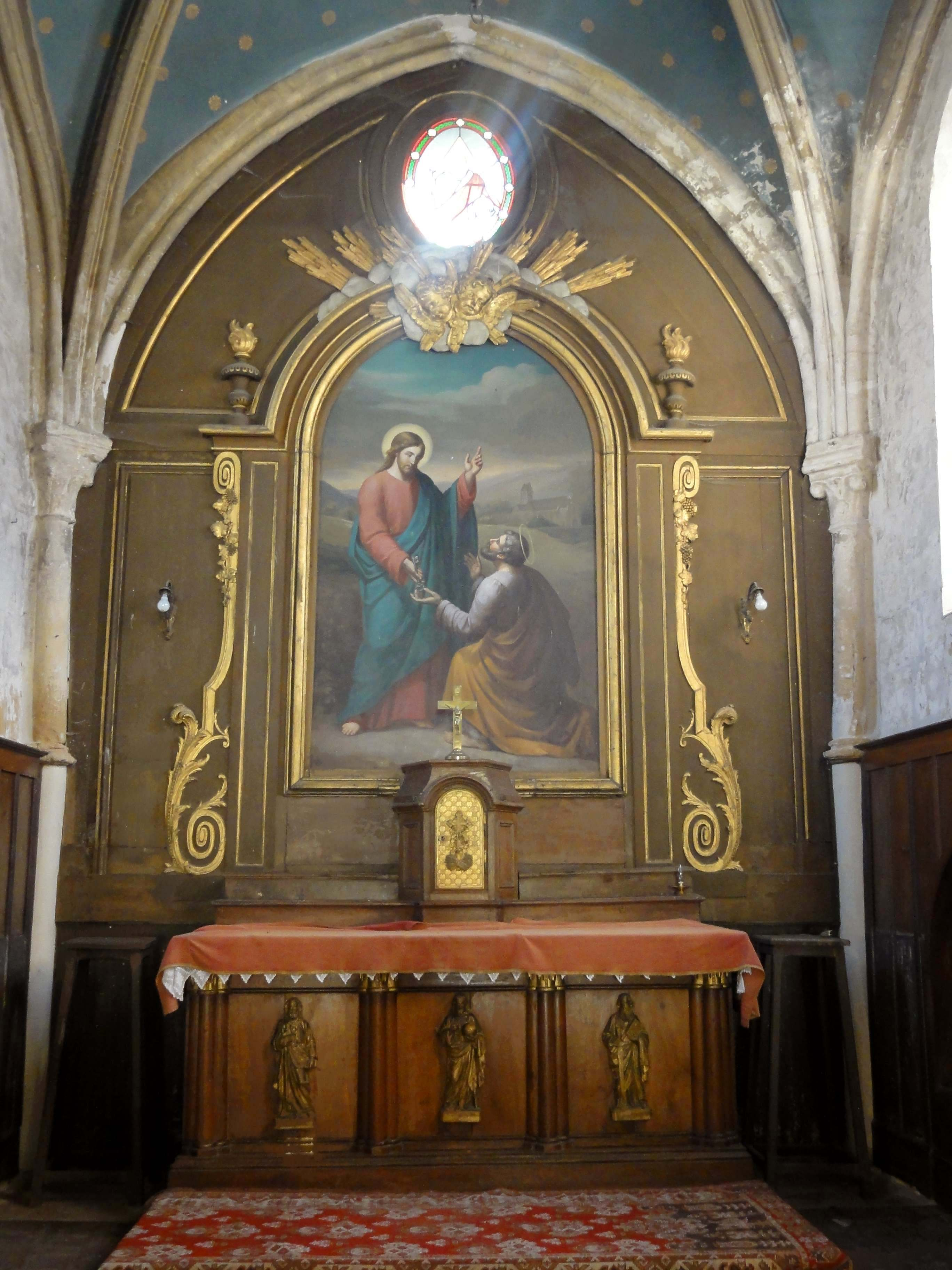
Retable du chevet.
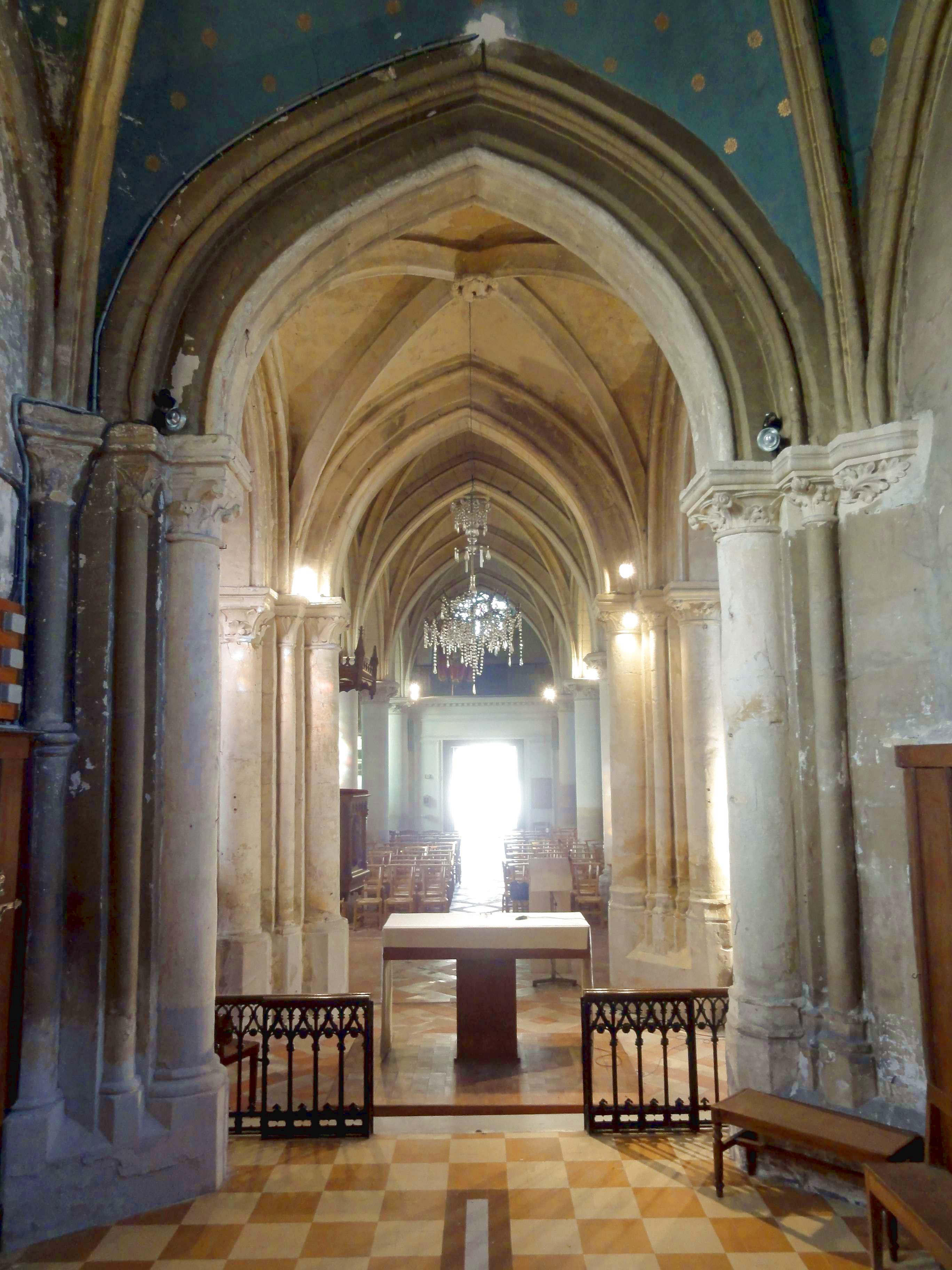
Vue vers l'ouest.
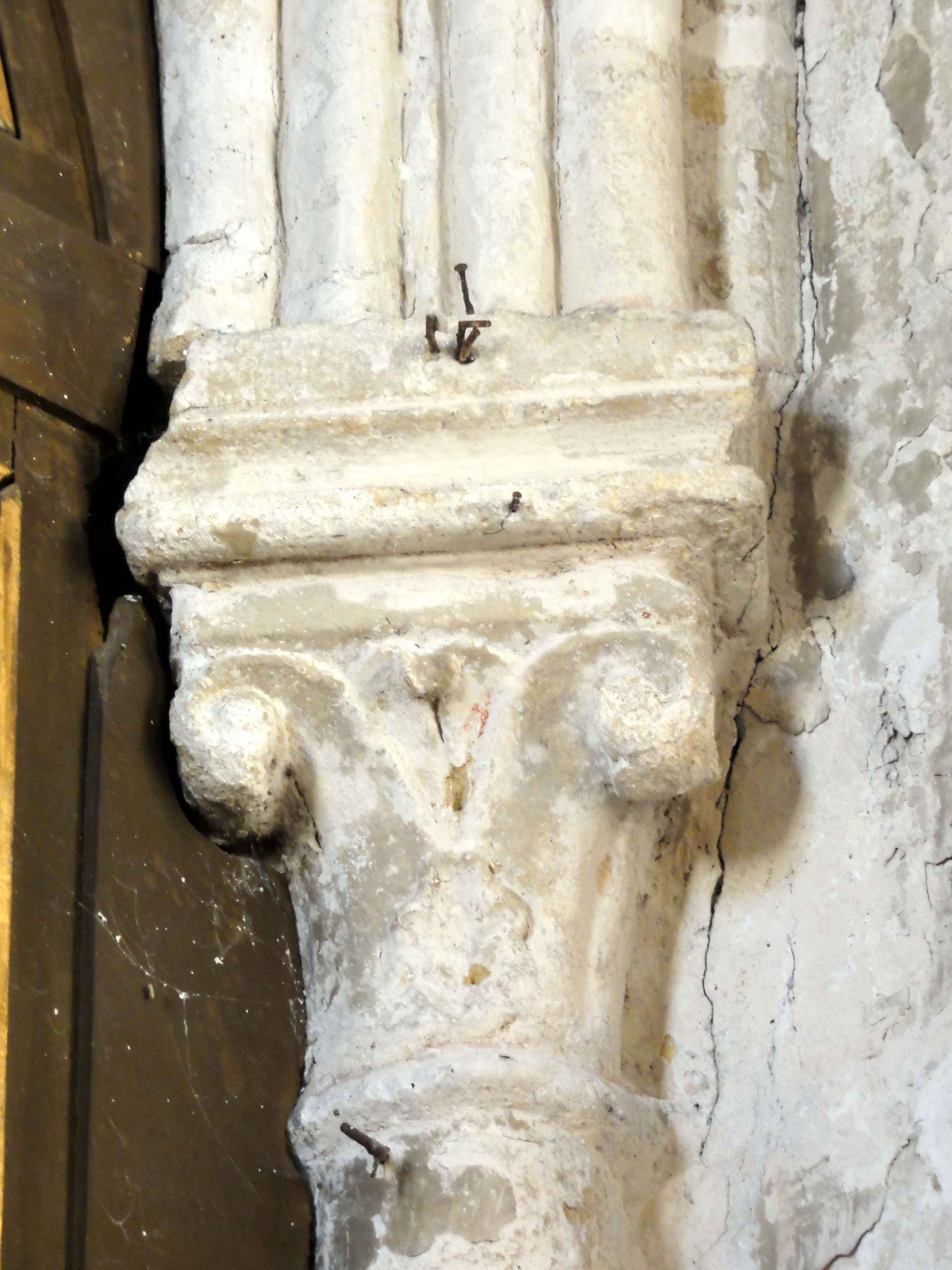
Chapiteau.
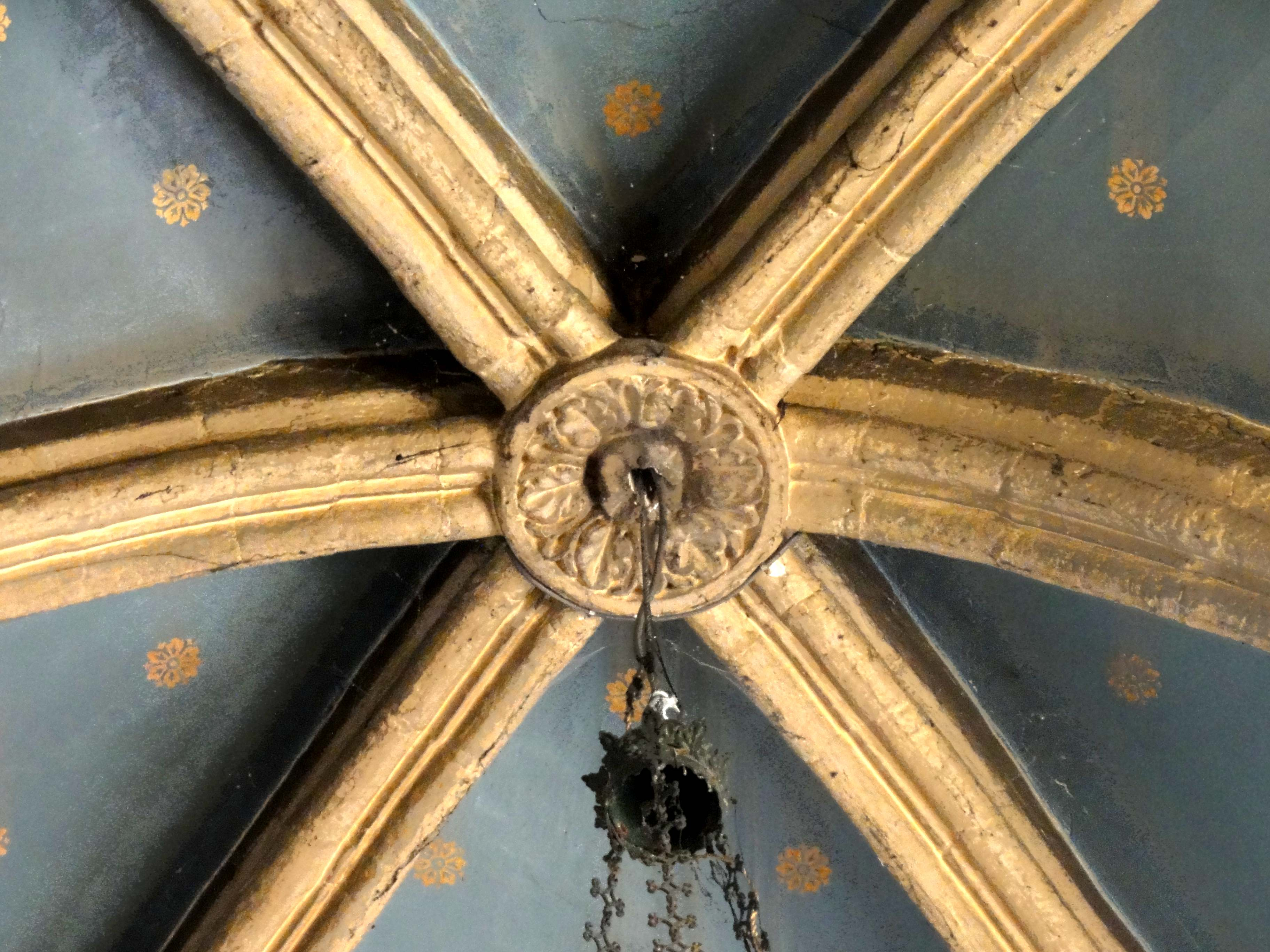
Clé de voûte.

### Extérieur

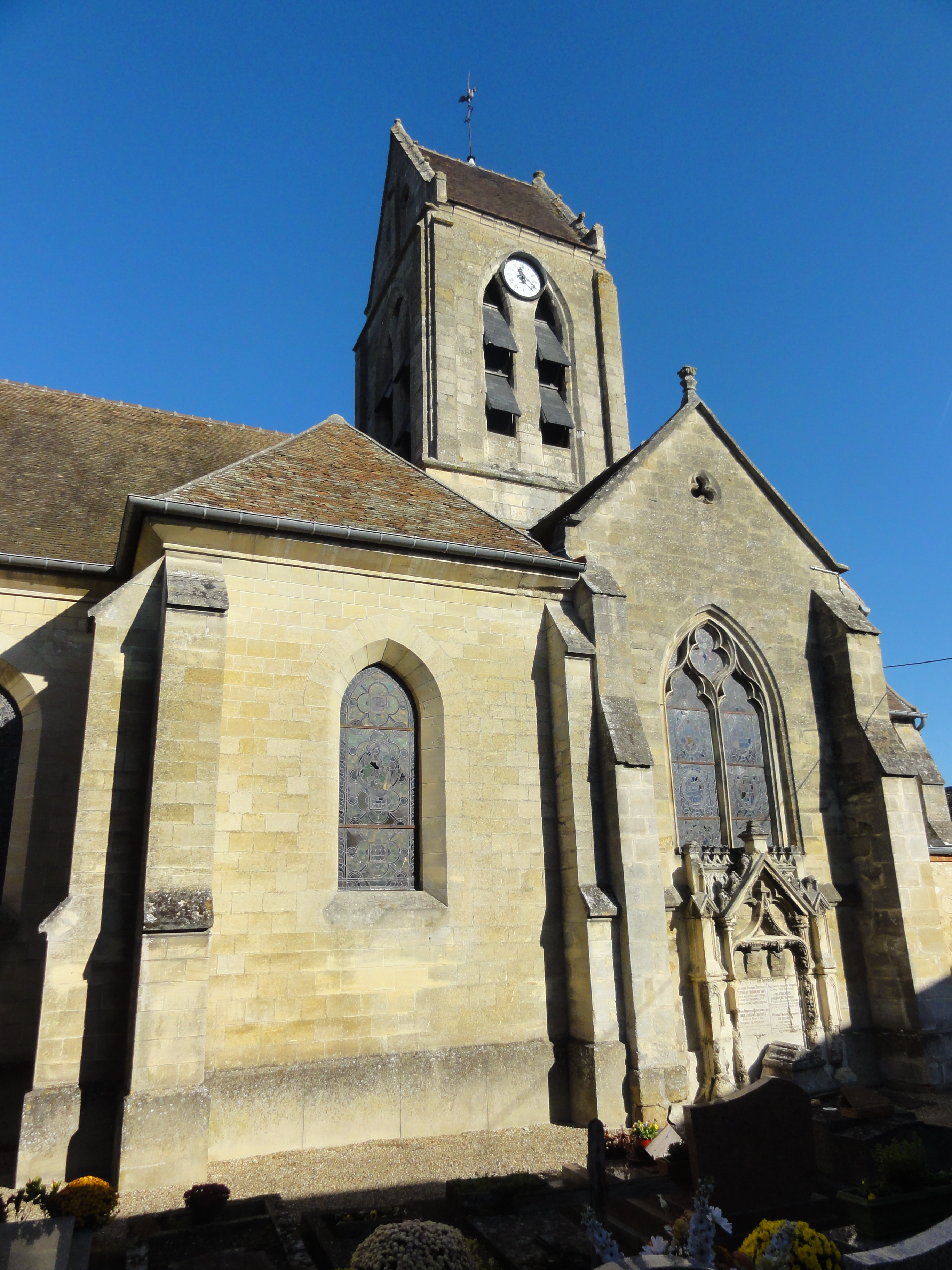
Chapelle sud, clocher et croisillon sud.

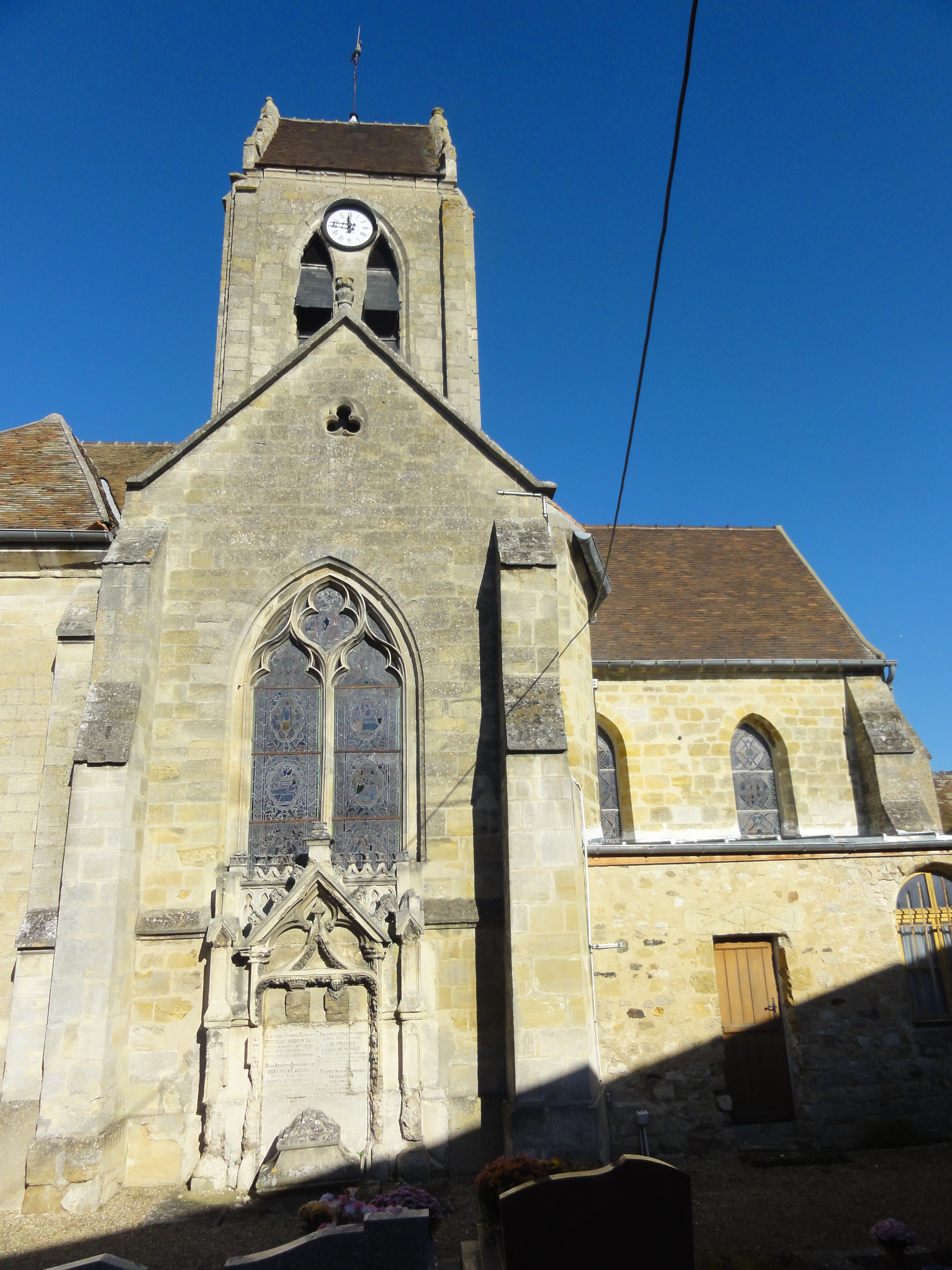
Clocher, croisillon sud, chœur et sacristie.

Toute l'église est soigneusement appareillée en pierre de taille. La façade occidentale présente un ordonnancement caractéristique de la période gothique, mais certains détails ne cadrent pas avec l'époque envisagée. En bas, le portail en tiers-point est profondément ébrasé, et s'ouvre sous une triple archivolte torique, qui retombe sur trois colonnettes à chapiteaux de chaque côté. Le linteau et le tympan affichent chacun un panneau proéminent, ce qui trahit leur nature néo-gothique. De même, les grosses billettes dans l'intrados du bandeau saillent qui surmonte l'archivolte ne sont pas plausibles, car relevant du vocabulaire ornemental roman. La petite accolade au sommet du bandeau est tout au contraire d'inspiration flamboyante. En haut de la façade, la rosace est entourée de multiples moulures dans l'esprit de la première moitié du XIIIe siècle, mais le profil aigu des rayons est plus proprement flamboyant. Par ces rayons, la rosace est subdivisée en six compartiments, qui sont à deux festons amortis au milieu par un cul-de-lampe. Le pignon est ajouré d'un trilobe, et sommé d'une croix en antéfixe. Ces détails ainsi que les contreforts à deux larmiers coupe-larmes, terminés par un glacis formant larmier, sont stylistiquement cohérents. On trouve ces mêmes contreforts, avec un larmier en moins, sur les bas-côtés et chapelles. Les élévations latérales des parties néogothiques sont sinon d'une grande sécheresse. Une tablette taillée en biseau tient lieu de corniche, et les fenêtres sont simplement entourées d'un ébrasement.
Le clocher carré du XVIe siècle est d'une facture très simple. L'étage intermédiaire est aveugle, et dépourvu de contreforts. Un bandeau mouluré souligne le début de l'étage de beffroi. Contrairement à l'étage précédent, chacun de ses angles est cantonné de deux contreforts plats orthogonaux, apparentés à des pilastres. Chacune des faces de l'étage de beffroi est percée d'une unique baie en tiers-point, qui est simplement entourée d'un ébrasement, et dépourvue de toute ornementation. Un large meneau central, qui se bifurque en Y au niveau des impostes pour rejoindre à mi-hauteur l'arc de la baie, la subdivise en deux arcades brisées. Cette disposition n'est pas favorable à l'esthétique du beffroi, et ne semble pas dater d'origine. Les murs latéraux se terminent par une discrète corniche moulurée, tandis qu'un bandeau saillant marque la naissance des pignons du côté est et du côté ouest. Les pignons sont épaulés par un contrefort plat central, qui retombe sur le bandeau. Deux  orifices circulaires accompagnent le contrefort. Les rampants sont garnis de crochets, qui constituent l'unique décor sculpté flamboyants à l'extérieur de l'église. Le croisillon sud partage certains caractéristiques avec la façade, en l'occurrence l'antéfixe (d'une forme différente), le trilobe au milieu du pignon, et les larmiers des contreforts. Il n'y a pas de contrefort du côté est, et un pan de mur oblique masque la saillie de la niche d'autel. Au sud, un larmier marque la limite de l'allège. Sur le croisillon nord, un tel larmier court tout autour, en incluant les faces latérales des contreforts, conformément à l'usage à la période flamboyante. Il paraît donc que le parement extérieur du croisillon ait été entièrement refait à cette époque. Quant au chœur, il est d'une rare austérité pour l'époque de construction. Les baies sont entourées simplement d'un ébrasement, et la corniche se réduit à une tablette biseauté. Il n'y a pas de contreforts entre les fenêtres latérales. Les deux angles du chevet sont épaulés par deux contreforts orthogonaux, qui se retraitent une fois par un glacis sans larmier, et s'amortissent par un glacis formant larmier.
La sacristie flanque le mur méridional du chœur, et sa porte est surmontée par le linteau monolithe du portail de la nef romane. Ce linteau relève de l'art roman primitif de la région et est taillée dans un bloc de pierre rugueux. Mesurant 137 cm de large et 34 cm de haut, il est orné d'un dessin géométrique simple souligné d'une rangée de dents de scie, le tout peu saillant. Pour Pierre Coquelle, ce linteau remonterait nettement avant le milieu du XIIe siècle, et Louis Régnier estime que les dents de scie laissent paraître improbable une datation du XIe siècle.

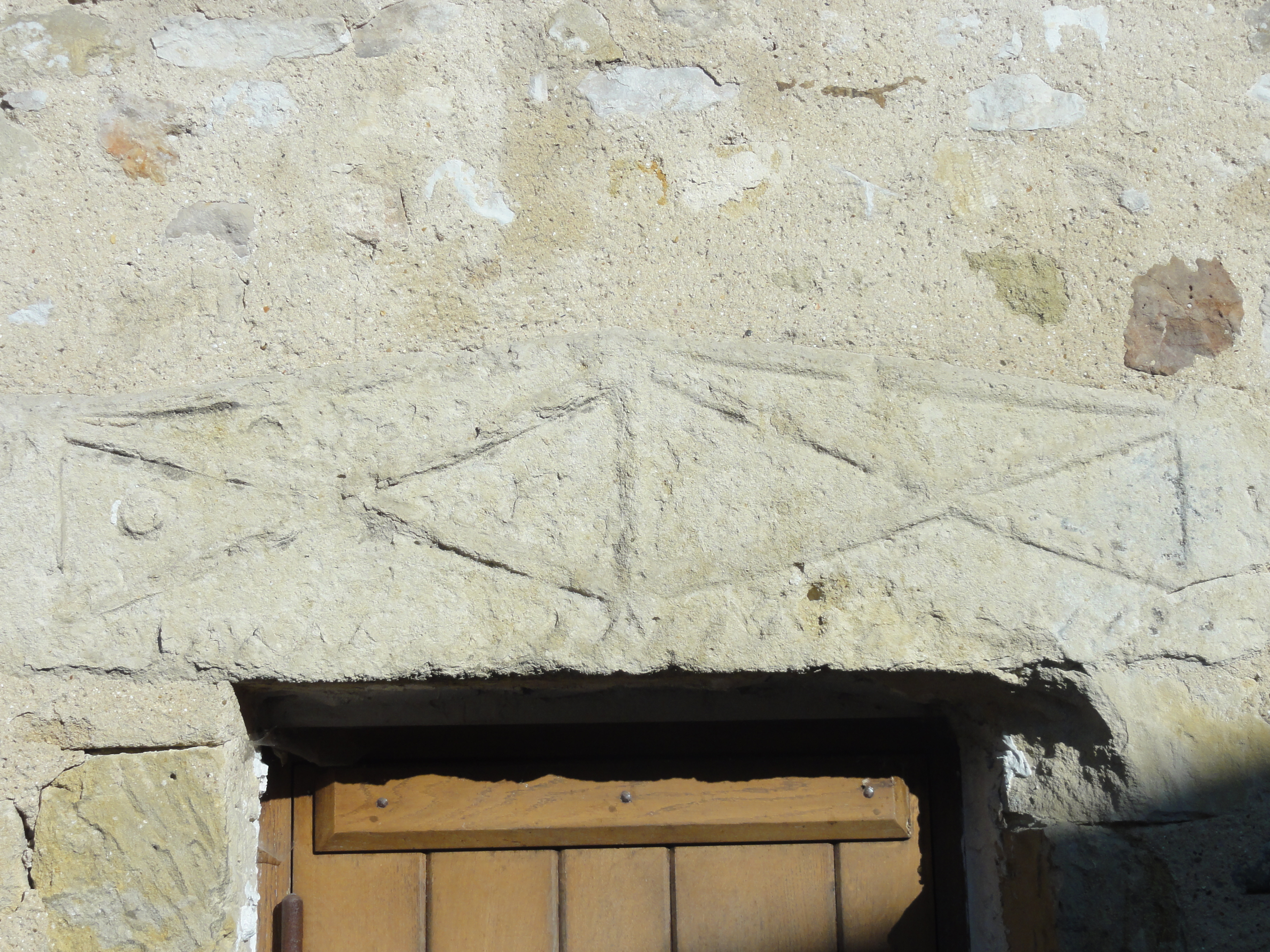
Linteau roman.
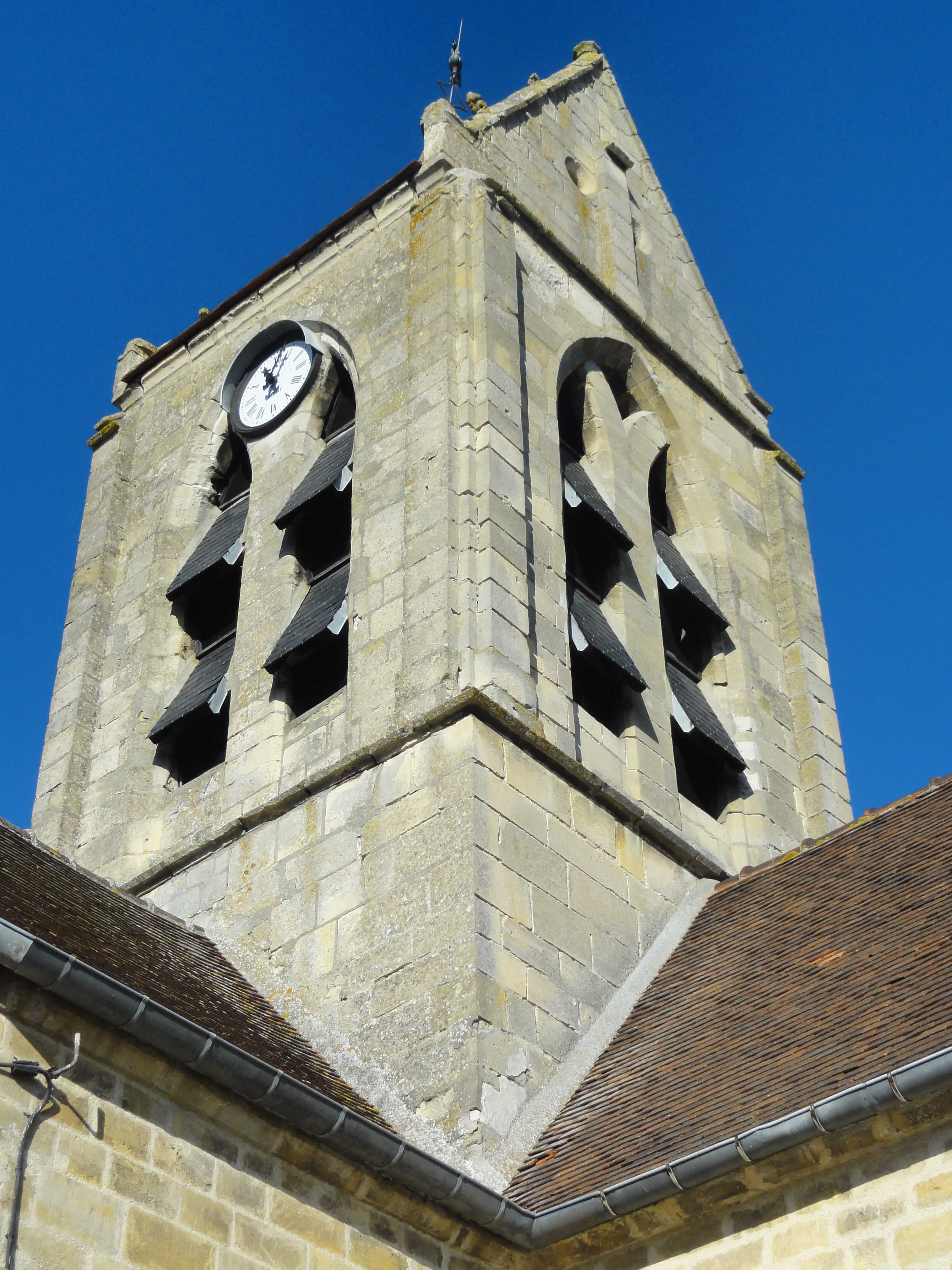
Clocher, étage de beffroi.
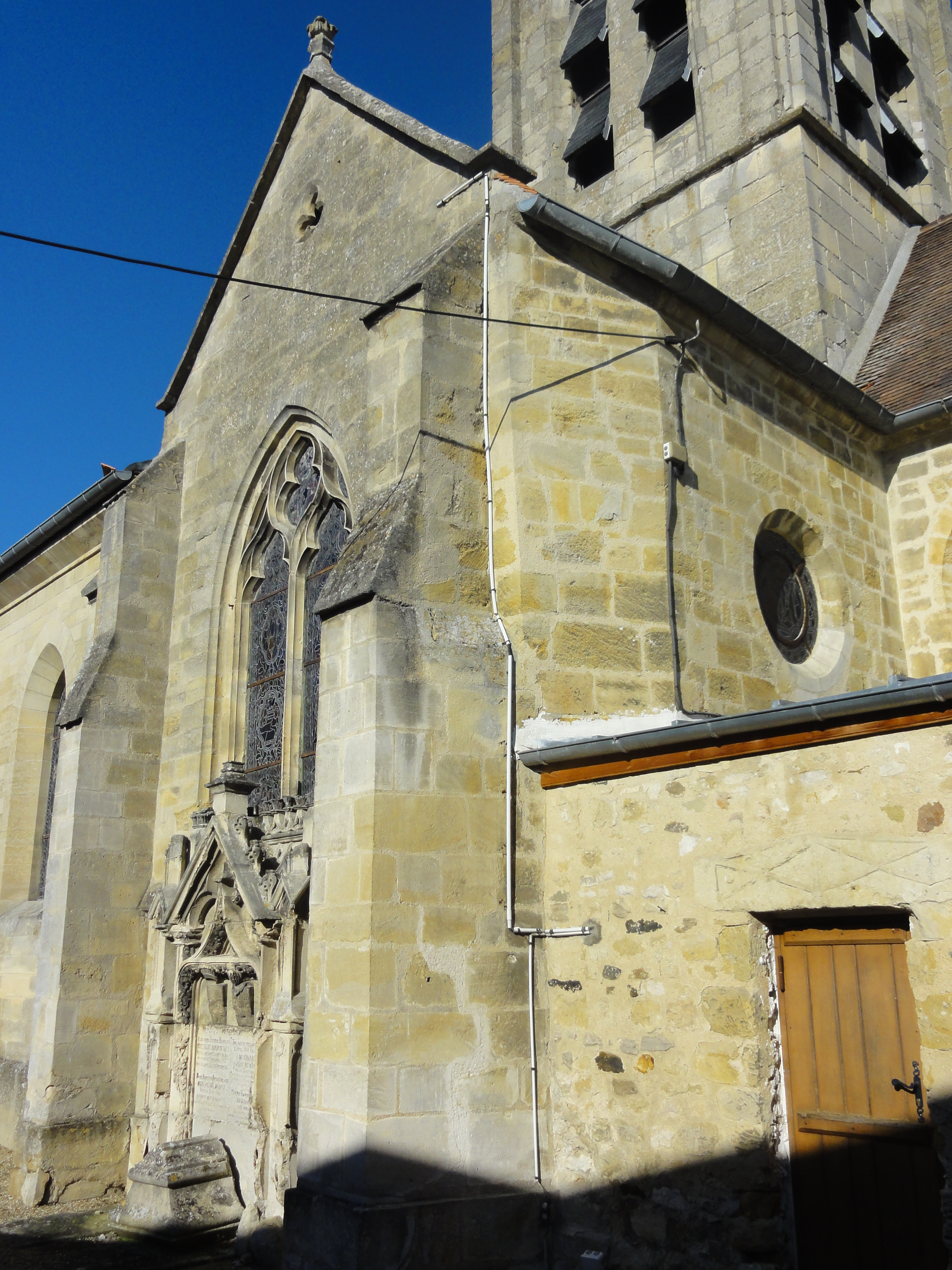
Croisillon sud.
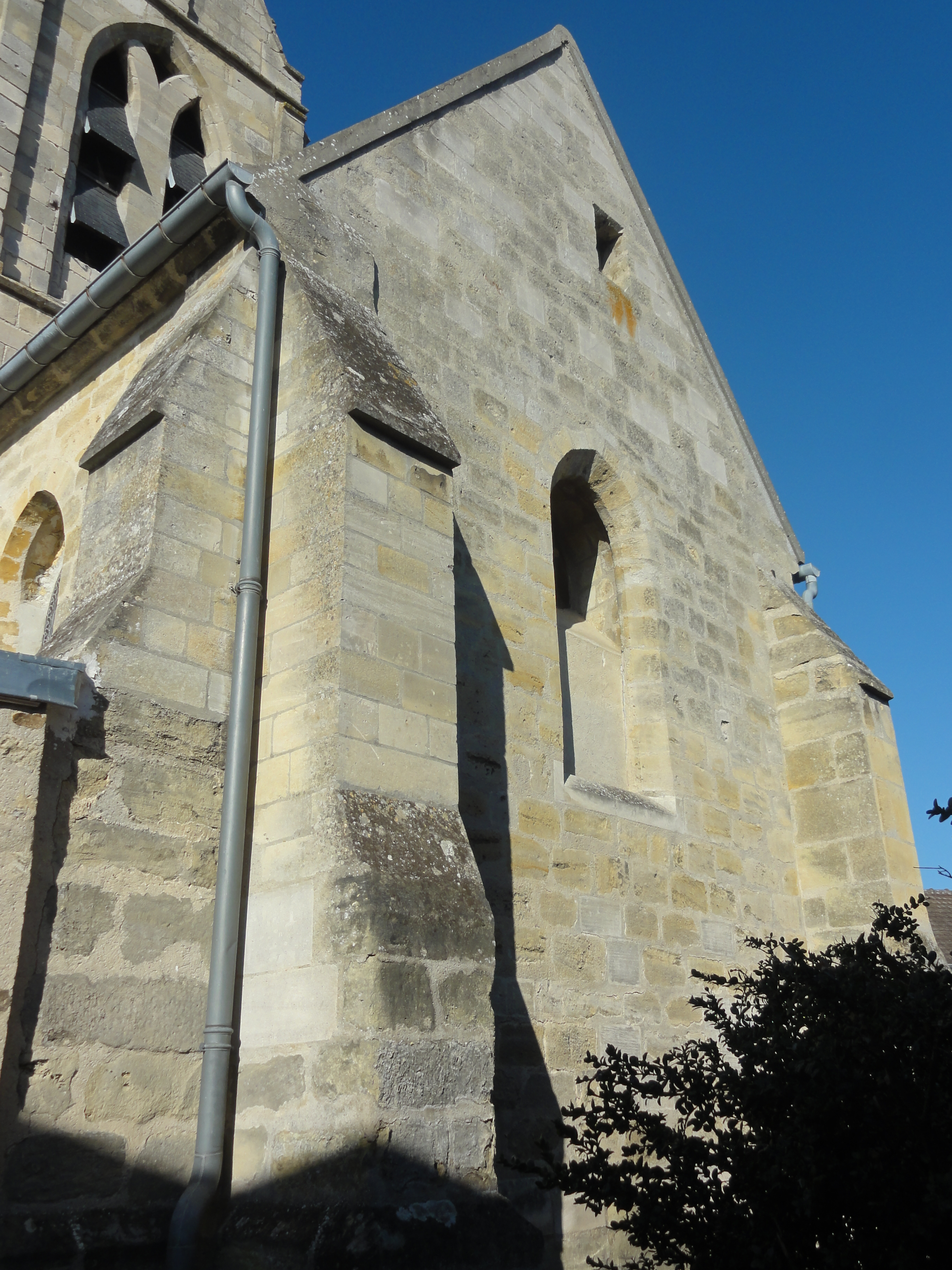
Chevet.
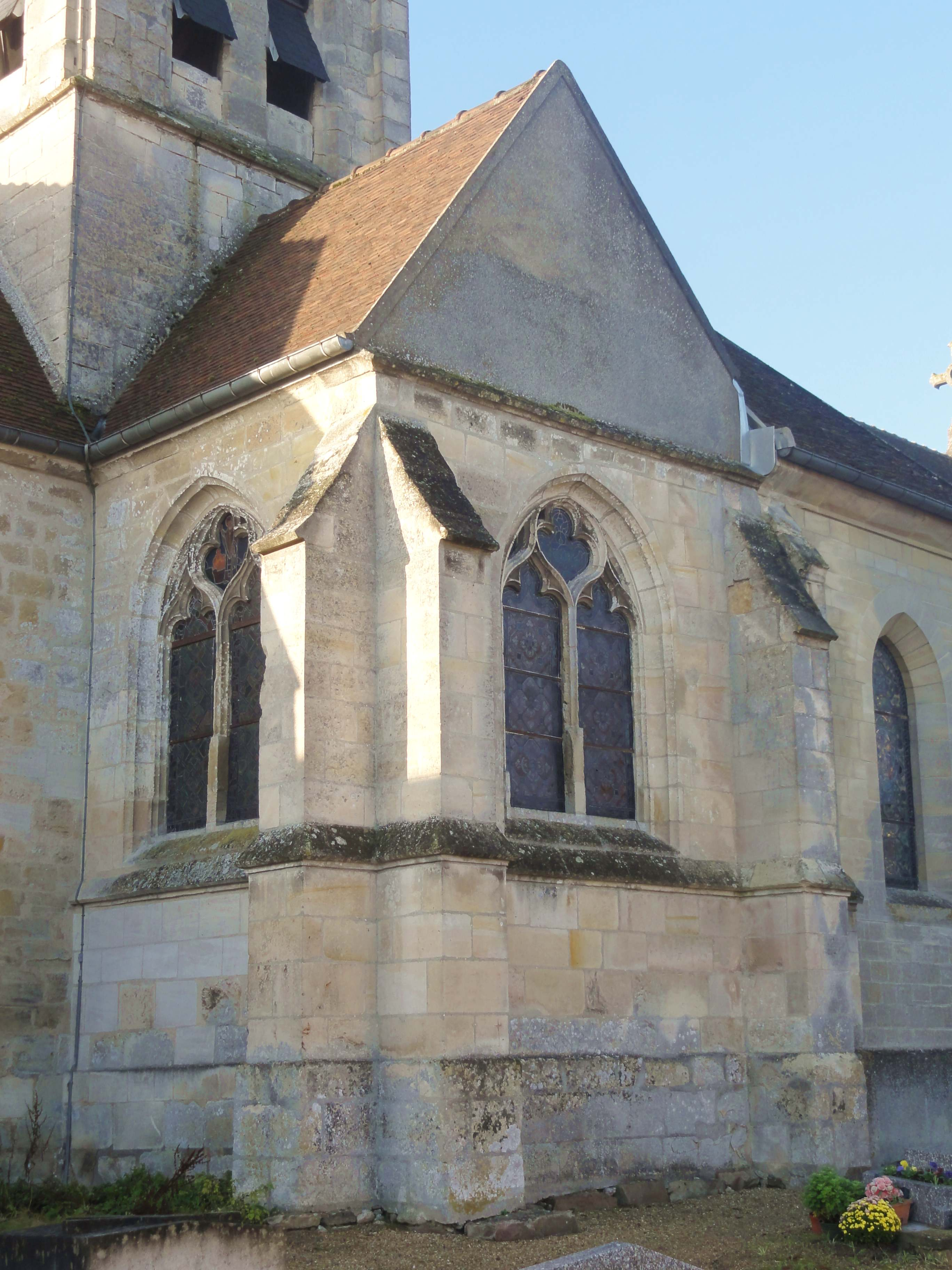
Croisillon nord.
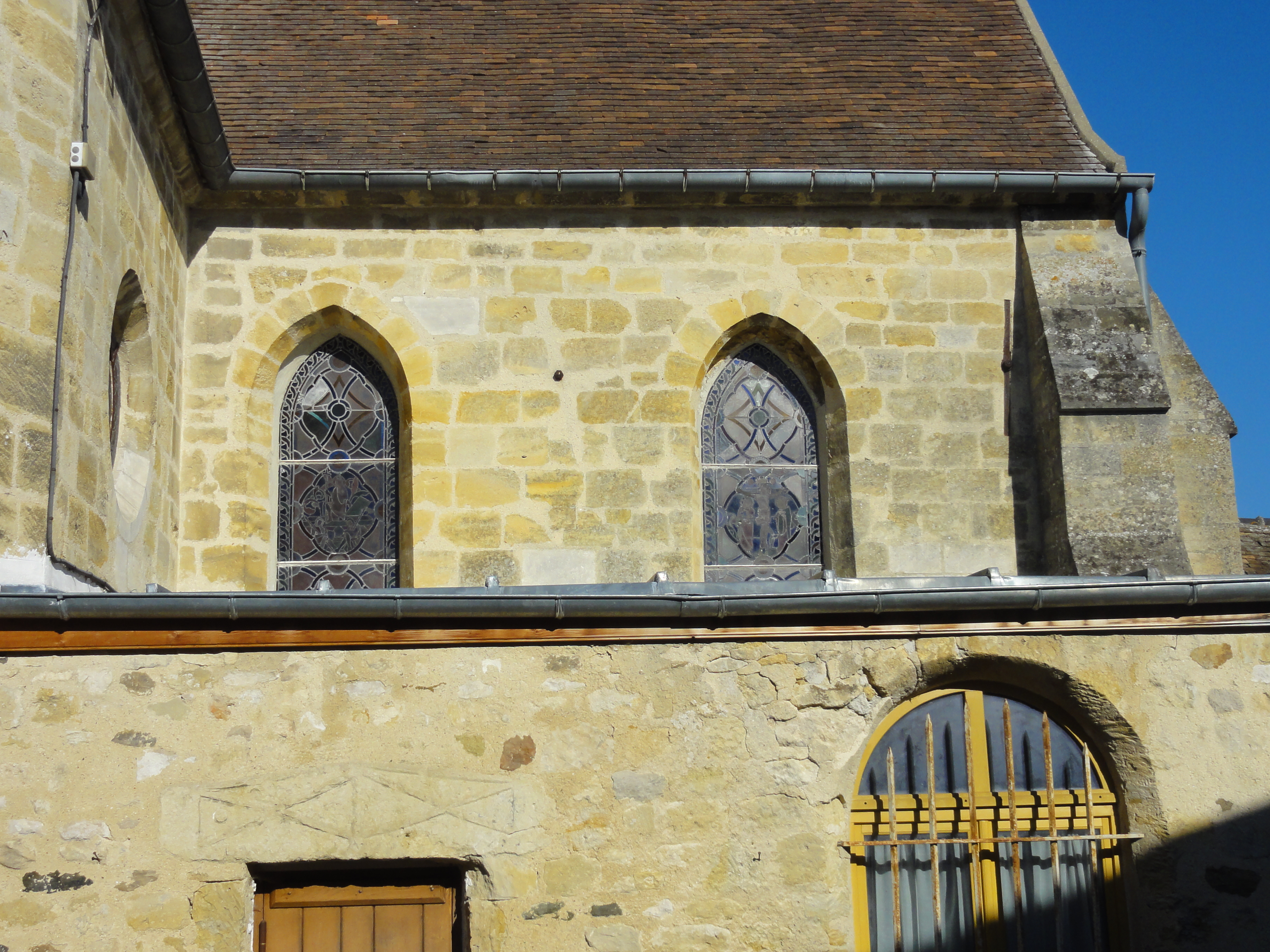
Chœur, vue depuis le sud.

## Mobilier

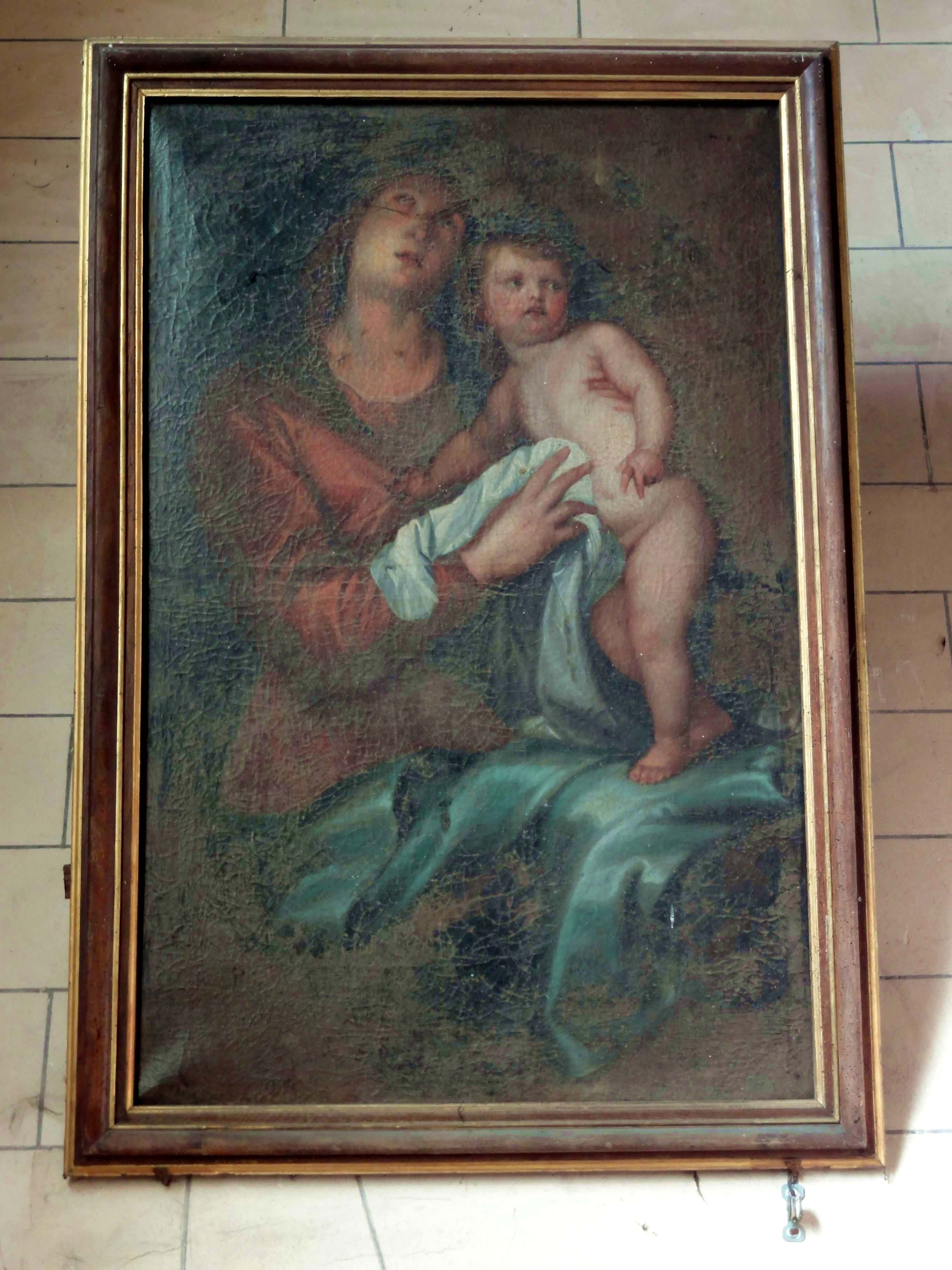
Vierge à l'Enfant.

Parmi le mobilier de l'église, aucun élément n'est classé ni inscrit monument historique, que ce soit au titre des objets ou au titre immeuble. Quelques éléments retiennent néanmoins l'attention.
Le tableau représentant la Vierge à l'Enfant, peint à l'huile sur toile, mesure approximativement 120 cm de hauteur pour 80 cm, et a longtemps attribué à Antoine van Dyck. Il s'agit en réalité d'une copie en format un peu réduit d'une œuvre originale de ce maître flamand, qui a probablement été réalisée par l'un de ses élèves, et qui a fait partie de la collection du comte d'Ellesmere, Bridgewater House, Londres. Même si ce n'est qu'une copie, ses qualités artistiques sont remarquables. Des connaisseurs estiment que van Dyck aurait néanmoins apporté quelques touches à la toile. Louis Régnier suppose qu'elle provient du château de Puiseux, qui a été démoli en 1818 après le décès de sa dernière propriétaire, Brigitte Berthelot de Baye (voir ci-dessous). Soit le tableau a été offert par celle-ci de son vivant ; soit il a été acquis par un paroissien lors de la vente du mobilier du château en 1818, et offert à la paroisse. Louis Régnier décrit l'œuvre comme suit : « Marie, debout, vue à mi-corps, soutient l'Enfant, debout à sa gauche, sur un muret où elle a jeté l'extrémité, ramenée en avant, de son ample manteau bleu. Une robe d'un beau rouge mordoré complète son vêtement. Les yeux sont levés au ciel, comme s'ils avaient la vision d'un avenir douloureux. L'Enfant, à peu près nu, tourne son joli visage à gauche et regarde droit devant lui, dans une apparente insouciance qui contraste avec la profonde préoccupation de Marie. Il appuie de la main droite à la poitrine de sa mère, dans un geste plein de naturel. Cette toile est d'une très belle conservation ».
L'unique cloche date de 1798 et mesure 98 cm de diamètre. L'inscription qu'elle porte indique qu'elle a été baptisée « René » par René Hatte, seigneur du lieu. René Hatte, fermier général, est le grand-père maternel du marquis René-Louis de Girardin, et lui laisse notamment en héritage le château d'Ermenonville. Les flancs de la cloche portent de fins bas-reliefs, avec, entre autres, une Vierge à l'Enfant, le sceptre en main ; saint Pierre en costume d'officier portant une énorme clé ; et Marie Madeleine agenouillée devant une croix. Sous l'inscription, court une frise où des têtes de chérubin alternent avec des fleurons d'acanthe.

## Monument funéraire des familles Berthelot de Baye et de Girardin

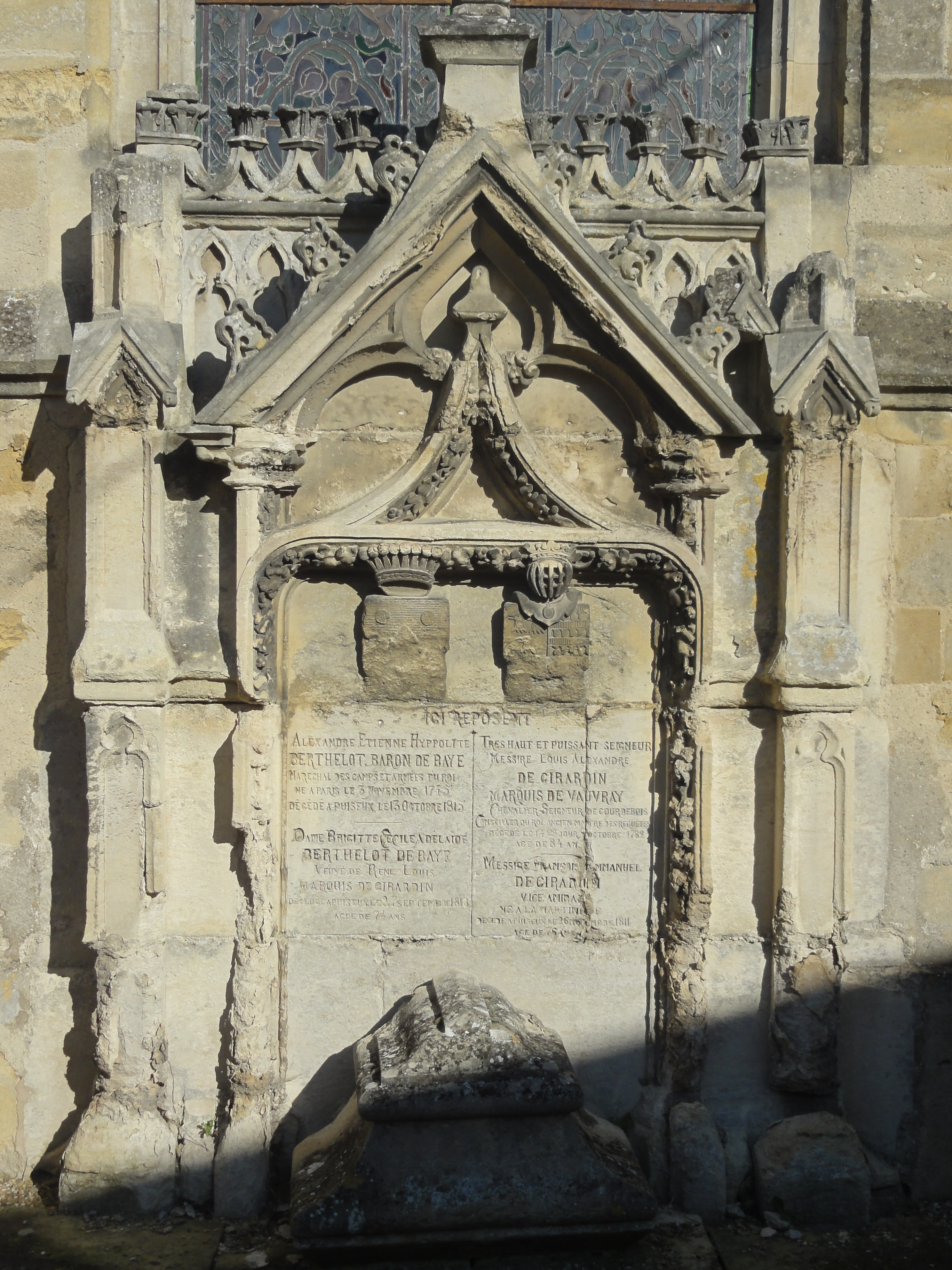
Vue d'ensemble.

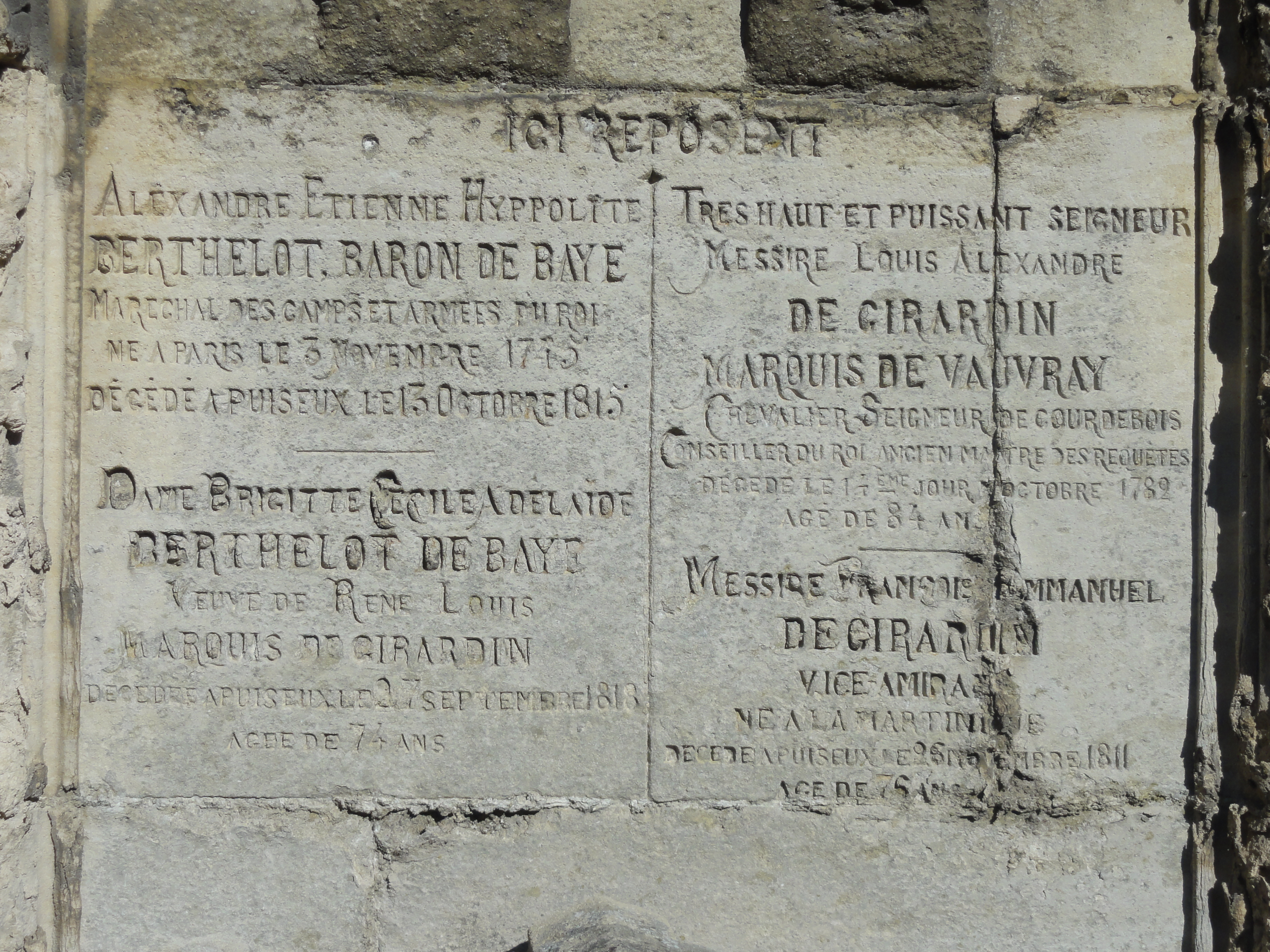
Épitaphes.

Dans le petit cimetière qui entoure l'église, le monument funéraire de quatre membres des familles Berthelot de Baye et de Girardin est adossé contre l'extrémité sud du transept. Il imite, assez mal, un petit portail de style gothique flamboyant. Sa baie sert de cadre aux épitaphes, qui sont portées sur quatre plaques rectangulaires, disposées en deux colonnes. Le caveau se situe au pied du monument. Sur les dalles qui le ferment, est placé un bloc sculpté qui correspond à la partie antérieure d'un cercueil. Le texte de ces épitaphes est le suivant :
Dame Brigitte Cécile Adelaïde Berthelot de Baye, veuve de René-Louis marquis de Girardin, décédée à Puiseux le 27 septembre 1818 âgée de 74 ans.

Très haut et puissant seigneur Messire Louis Alexandre de Girardin, marquis de Vauvray, chevalier, seigneur de Courdebois, conseiller du Roi, ancien maître des requêtes, décédé le 14e jour d'octobre 1782 âgé de 84 ans.

Brigitte Berthelot de Baye est surtout connue pour avoir été l'épouse du marquis René-Louis de Girardin. Elle a survécu de dix ans à son mari. Lors du décès de ce dernier le 20 septembre 1808, les deux époux vivaient déjà séparés depuis plusieurs années, ce qui explique qu'ils ne soient pas inhumés au même endroit. Brigitte Berthelot de Baye est la dernière propriétaire du château de Puiseux, et laisse dans le pays une mémoire vénérée. Après sa mort, son domaine est immédiatement vendu, et le château démoli. Alexandre Berthelot de Baye est son frère unique.
Louis-Alexandre de Girardin, marquis de Vauvray (1699-1782), est surtout connu pour être le père de René-Louis de Girardin. Il n'est pas à confondre avec son frère aîné Alexandre-Louis (1685-1745). Les deux sont issus de l'union en 1680 entre Jean-Louis Girardin de Vauvré (1647-1724), intendant de la Marine, conseiller de la Marine et conseiller d’État, et Louise-Françoise Bellinzani (1664-1752). Louis Régnier observe que l'épitaphe ne mentionne pas sa qualité de seigneur d'Ermenonville, de même que l'épitaphe de René-Louis, à Vernouillet. « Il serait intéressant de savoir quel souvenir conservait la marquise de Jean-Jacques Rousseau, et ce qu'elle pensait de l'engouement de son mari pour le « philosophe ». L'avait-elle partagé et dans quelle mesure ? ». Quant à François Emmanuel de Girardin, son lien de parenté avec René-Louis ou Louis-Alexandre reste à éclaircir. L'on sait seulement qu'il prit comme épouse Marie-Élisabeth Delessart de Raigny.